# 曼谷
曼谷（皇家轉寫：Bang Kok，發音：[bāːŋ kɔ̀ːk] ⓘ），官方名称恭貼瑪哈納空（皇家轉寫：Krung Thep Maha Nakhon，發音：[krūŋ tʰêːp mahǎː nákʰɔ̄ːn] ⓘ），泰國口語简称恭貼（皇家轉寫：Krung Thep，發音：[krūŋ tʰêːp] ⓘ），當地華人又称暹京或泰京，是泰国的首都和最大的城市，為泰国的政治、经济、贸易、交通、文化、科技、教育和各方面的中心。在2020年的人口普查中，曼谷就有約为1053.9万人，佔泰國總人口的15.3%。2010年人口普查中，超過1400萬人，即約有22.2%人居住于曼谷的都市郊区。曼谷市位於昭披耶河的東岸，鄰近泰國灣。
曼谷的歷史可以追溯到15世紀的阿瑜陀耶王国時期，最初是昭披耶河口的小型贸易集镇，之后成為吞武里王国和拉達那哥欣王國的都城。曼谷於19世紀後期成为暹罗近代化的中心，開始進行都市發展。而曼谷也在整個20世紀成為泰國政治鬥爭的中心，见证泰国大大小小的政变、示威和革命。1972年，曼谷被納入特別行政區，並在1960年代至1980年代迅速發展，對泰國的政治、經濟、教育、媒體和現代社會產生了重大影響。
1980年代和1990年代的亞洲投資熱潮期间，許多跨國公司將其地區總部設在曼谷。如今，曼谷是泰国金融和商業中心，国际交通和醫療保健樞紐，亦是藝術、時尚和娛樂中心。依照全球化及世界城市研究网络（GaWC）所公布之“世界级城市”名单中，曼谷被列为与斯德哥爾摩、蘇黎世、舊金山、維也納等同属于Alpha−级别的国际都市，并且以其街頭生活和文化地標以及紅燈區而聞名，是世界頂級旅遊目的地之一，也經常被列為世界上訪問量最大的城市。
近年，由於曼谷的快速增長缺乏城市規劃，導致曼谷城市景觀雜亂無章，基礎設施不足。儘管高速公路網絡廣泛，但道路脈絡不足和大量私家車使用導致長期嚴重的交通擁堵，從而在1990年代造成嚴重的空氣污染。為了解決這個問題，該市已經轉向发展公共交通，運營了8條城市铁路线並建設其他公共交通路线。由於氣候變遷，這座城市也面臨著海平面上升等長期環境威脅。

## 名称
此地曾先後被稱為曼谷、吞武里、拉达那哥欣、帕那空、恭貼吞武里、恭貼瑪哈納空；華人也稱此地為暹京、盤谷。
2022年2月，泰國皇家學會宣布將曼谷的英文官方名稱更名為恭貼瑪哈納空（英語：Krung Thep Maha Nakhon），但同時繼續承認曼谷一詞。

### 曼谷的詞源
「曼谷」本來是泰語「บางเกาะ」（Bangko; [bāːŋ kɔ̀ʔ]）的音譯，「曼」的意思是「小河边的社区」；「谷」的意思是「橄榄树」，故曼谷在泰语中的大意为“河边种植橄榄树的地方”。那萊大帝時期，法國工程師得拉瑪（法語：De Lamar）為泰國設計了曼谷星形要塞，並註明位於曼谷島（法語：Î. de Bangkok）。法國人在翻譯 “Bangkok” （บางกอก; [baŋkok]）一詞時，將詞尾的 /ʔ/ 改成 /k/ 以便於發音。建立首都時期，城市內主要族群以潮州人為主，他們按照潮陽話的發音，將「Bangkok」譯作「曼谷」。越南人則將這個詞音譯成「望閣」（Vọng Các）。
曼谷是最普遍口語名稱，即使在新首都成立後，外界對本城仍繼續使用它來指代這座城市。

### 吞武里的詞源
1542年，曼谷開始挖運河，並改名為「吞武里」，然而，一般泰國人仍然習慣稱曼谷，甚至1767年，阿瑜陀耶王國首都阿瑜陀耶（ - Ayutthaya）被緬甸攻陷焚毀。鄭昭國王便將首都移至吞武里，此時代泰國人已經習慣稱此為吞武里。
拉瑪二世和三世時期，城內增建和維修了許多佛寺，其中以帕徹獨彭大寺院和金山寺為代表。在1865年，拉瑪四世將城市切割為兩省，左岸為吞武里省，右岸為拍那空省。朱拉隆功大帝時代，王宮群向北建設，並且拆除了大部分城牆；後任的國王繼續往北建造宮殿。1916年建立了第一所大學，朱拉隆功大學。1971年兩市再合併成為「恭貼吞武里」都市區，面積達290平方千米。1972年升級以直轄市，又稱「恭貼瑪哈納空」，面積2000平方千米；新都心移往昭披耶河東岸，西岸現在被視為舊市區。

### 恭貼瑪哈納空的詞源
1782年扎克里王朝拉瑪一世將首都从昭披耶河西岸的吞武里迁至昭披耶河东岸，在此造宮殿、修城牆，大皇宫和臥佛寺，是其中最傑出的代表，並興建了最早的九條街道，以唐人街的三聘街最為著名。昭披耶河東岸從一個小型市集和港口開始發展。並命名為「拉達那哥欣」。儀式全名是由拉瑪一世命名，後來拉瑪四世做出修改，修改後的全稱為：
|  | （聆聽ⓘ） |

（音譯文） 恭貼瑪哈納空，阿蒙拉達納戈信，瑪欣他拉育他亞，瑪哈迪洛朴，諾帕拉拉差他尼布里龍，烏東拉差尼韋瑪哈沙探，阿蒙披曼阿瓦丹沙提，沙甲他迪亞威沙努甘巴西
其意譯為：
|  | 帝釋天旨述、工巧天神築，天子御駐，極宮浮出，九玉樂都，宏偉盛處，金湯天固，玉佛永屬之天神京都 |

曼谷全名已經被金氏世界紀錄登記為世界最長的地名（長達167個拉丁字母）。
早期泰國小學曾教導學生背誦曼谷的全名，縱使極少數人會解釋這個全名的意思（這些字都是古老的梵文借词），但近年已刪除，民眾日常生活也不使用全稱。1989年，泰国阿撒尼-哇三兄弟乐队推出名为《Krung Thep Maha Nakhon》的歌曲，歌词将曼谷的全称重复数遍，该歌曲遂被多数泰国人用以背诵曼谷的全名。外界熟知“曼谷”（Bangkok）一名，各國均稱泰國首都為“曼谷”，而不熟悉「恭貼瑪哈納空」这一官方名称。
| กรุง    | เทพ    | มหา     | นคร       | อมร     | รัตน      | โกสินทร์  | มห     | อินทร              | อายุธยา       | มหา     | ดิลก     | ภพ     | นพ       | รัตน      | ราช       | ธานี     |
| ------ | ------ | ------- | --------- | ------- | -------- | ------- | ------ | ----------------- | ------------ | ------- | ------- | ------ | -------- | -------- | --------- | ------- |
| /kruŋ/ | /thep/ | /mahaː/ | /nakhɔːn/ | /amɔːn/ | /ratana/ | /kosin/ | /ma h/ | /inthara/         | /aːjuthajaː/ | /mahaː/ | /dilok/ | /phop/ | /noppha/ | /ratana/ | /raːtsha/ | /thani/ |
| 京都   | 天神   | 伟大    | 城市      | 永恒    | 宝石     | 帝释天  | 伟大   | 因陀罗 （帝释天） | 不可战胜     | 伟大    | 极乐    | 世界   | 九       | 宝石     | 王        | 城      |

| บูรี       | รมย์   | อุดม    | ราช       | นิเวศน์   | มหา     | สถาน      | อมร     | พิมาน      | อวตาร     | สถิต     | สักกะ            | ทัตติย       | วิษณุ               | กรรม  | ประสิทธิ์   |
| -------- | ----- | ------ | --------- | ------- | ------- | --------- | ------- | --------- | --------- | ------- | --------------- | ---------- | ----------------- | ----- | -------- |
| /buːriː/ | /rom/ | /udom/ | /raːtsha/ | /niwet/ | /mahaː/ | /sathaːn/ | /amɔːn/ | /phimaːn/ | /awataːn/ | /satit/ | /sakka/         | /thattija/ | /wisanu/          | /kam/ | /prasit/ |
| 城市     | 欢乐  | 富饶   | 王        | 皇宫    | 伟大    | 地方      | 永恒    | 天堂      | 天神化身  | 之地    | 释迦 （帝释天） | 许令       | 毗湿奴 （遍入天） | 亲办  | 建成     |

## 历史

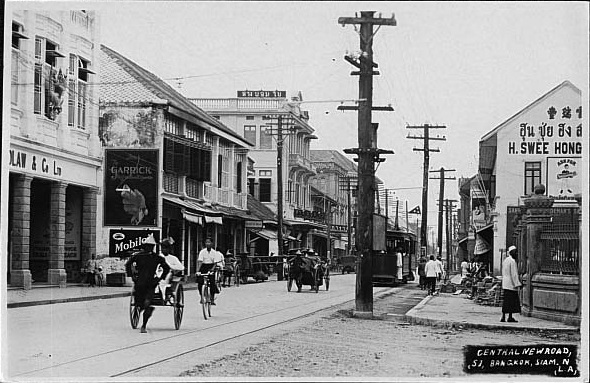
石龙军路是曼谷的第一条现代马路

曼谷的历史最早可追溯至15世纪早期的阿瑜陀耶时代，该地靠近河口，战略位置重要，因而逐渐得到重视，形成贸易集镇。1685年至1687年，那莱王命法国工程师德拉马雷（de la Mare）在昭披耶河东岸修筑星形要塞，法军获准驻扎于此。1688年，暹罗爆发内乱，叛军包围曼谷要塞，将法军逐出暹罗。1767年，缅军攻破阿瑜陀耶，达信在昭披耶河西岸（今吞武里）建都，开创吞武里王朝。1782年，通鑾建立扎克里王朝，定都在吞武里对岸的拉达那哥欣岛，是为今日曼谷城的基础。曼谷正式的建城日期定为1782年4月21日，是城中国柱树立的日子。
到19世纪，曼谷逐渐成为东南亚的商业重镇，在同中国及西洋的贸易中受益。19世纪后期，暹罗国王蒙固和朱拉隆功推行西化改革，在曼谷修建马路和铁路，一改曼谷城过去倚靠水路交通的格局；引入蒸汽机、出版社，以及西式教育及医疗体系，令都城曼谷成为暹罗西化的样板。曼谷亦是暹罗权力斗争的中心地。1932年，暹罗军方及示威者在曼谷发动立宪革命，终结了君主专制。第二次世界大战期间，暹罗同日本结盟，因而曾遭盟军轰炸。战后的泰国成为美国盟友，曼谷得到美国援助及政府投资，从而快速成长，特别是由于成为越战美军的疗养地，旅游业获得发展。大量农村人口向城区迁移，曼谷的人口在20世纪60年代由180万激增至300万。
泰国经济在战后形成出口导向的制造业体系，亦令曼谷金融市场不断扩大。曼谷在20世纪80年代至90年代持续快速发展，但在1997年遭亚洲金融风暴重创。公共和社会问题自此不断显现，交通拥堵等问题饱受诟病。曼谷常年有政变和示威发生，例如1991年、2006年、2014年的政变，及1973年、1976年、2010年、2013年至2014年、2020年至2022年的群众游行等。
曼谷城的行政体系是在1906年，朱拉隆功统治时期确立，是为蒙通体系，曼谷属恭贴玛哈那空蒙通。1915年，又细分为数个省份。1972年，曼谷大都会管理局成立，作为曼谷的管治机构延续至今；翌年，昭披耶河东岸的拍那空省和西岸的吞武里省正式合并，形成今日曼谷特别直辖市之格局。

## 人口

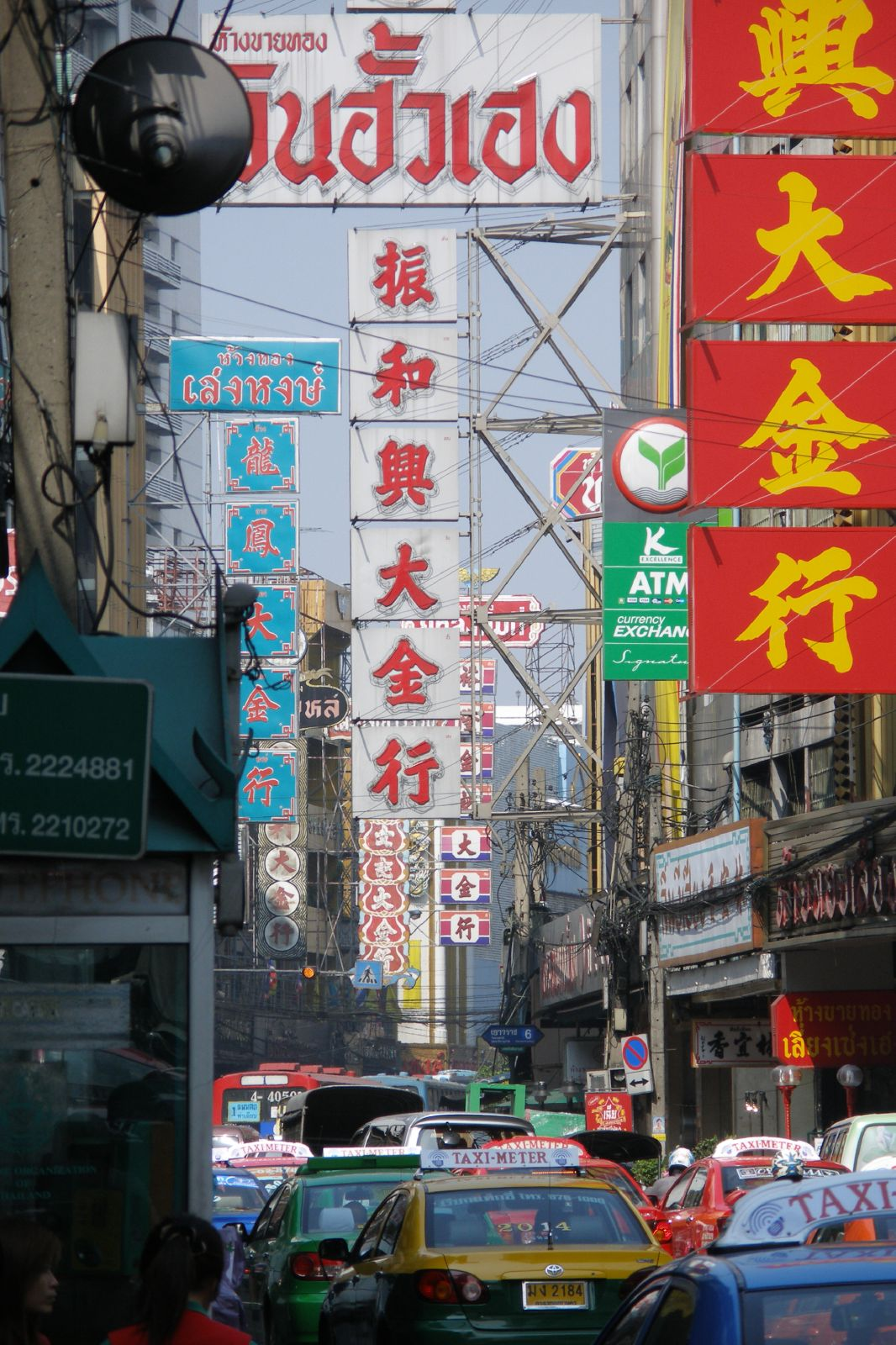
曼谷唐人街耀华力路。这里象征着华裔泰国人在曼谷历史上的重要地位

根据2020年的估计，曼谷约有1,054万人口，其中约半数为外府移民。根据2018年的官方统计，曼谷的常驻居民为567.7万。在昼间，有大量人口自周边府份涌入市区。曼谷是一座国际大都会，2018年有37万国际移民登记在册，其中超过半数是邻国柬埔寨、老挝和缅甸籍。
大多数曼谷人的自我认同为泰人，但逾半數曼谷人有某程度上的華人血統，华裔长期是曼谷的主要群体，1828年，曼谷四分之三的人口是华人，到20世纪50年代，华人占近半数。
曼谷在成為首都之前是少有人居住的地區。成立首都後，拍那空（昭披耶河東岸）一侧由鄭昭的潮州僱傭兵开拓，吞武里一侧（西岸）则由波斯人和葡萄牙人开拓。随着城市擴大，大批暹羅人、寮人、蘭納人來曼谷谋生，组成二等社會；大部分先居民成为資產階級，是泰國主要經濟支柱，大多官僚也是當地潮汕後裔，今日幾乎所有企業都是由潮商開辦，因此不少當地的投資家及官僚的潮州人為了找到更好的空间便選擇離開曼谷。1949年后，中國移民减少，大量中部泰國人向曼谷移民，華裔人口的比例逐年下降。
曼谷亦有众多海外侨民社区。拍乎叻路是曼谷的「小印度」，而在素坤逸路两侧，分布有日本社区、阿拉伯和北非社区及韩国社区。许多当代中国大陆移民居住在有“代购街”之称的汇权县一带。
宗教方面，曼谷約93%人口信奉佛教，4.6%信奉伊斯兰教，1.9%信奉基督宗教，猶太教徒約300人，0.3%信奉印度教。曼谷約有400座佛教寺，55座清真寺，10座教堂，2間猶太會堂。

### 語言
曼谷曾經是潮陽話地區為主，二戰後，政府強迫同化當地華裔潮州人，故語言轉移到泰語速度很快。
今日曼谷主要語言有三種，泰語、寮語（依善語）和緬甸語，泰語是現代當地最普遍的語言，但當地方言跟暹羅人的泰語有差異。曼谷的寮語用泰文書寫，是依善地區的人暫時工作的語言，但泰語母語者有某種程度相互理解性。緬甸語是緬籍勞工使用的語言。英語跟中文僅在旅遊景點有部分使用。

## 地理

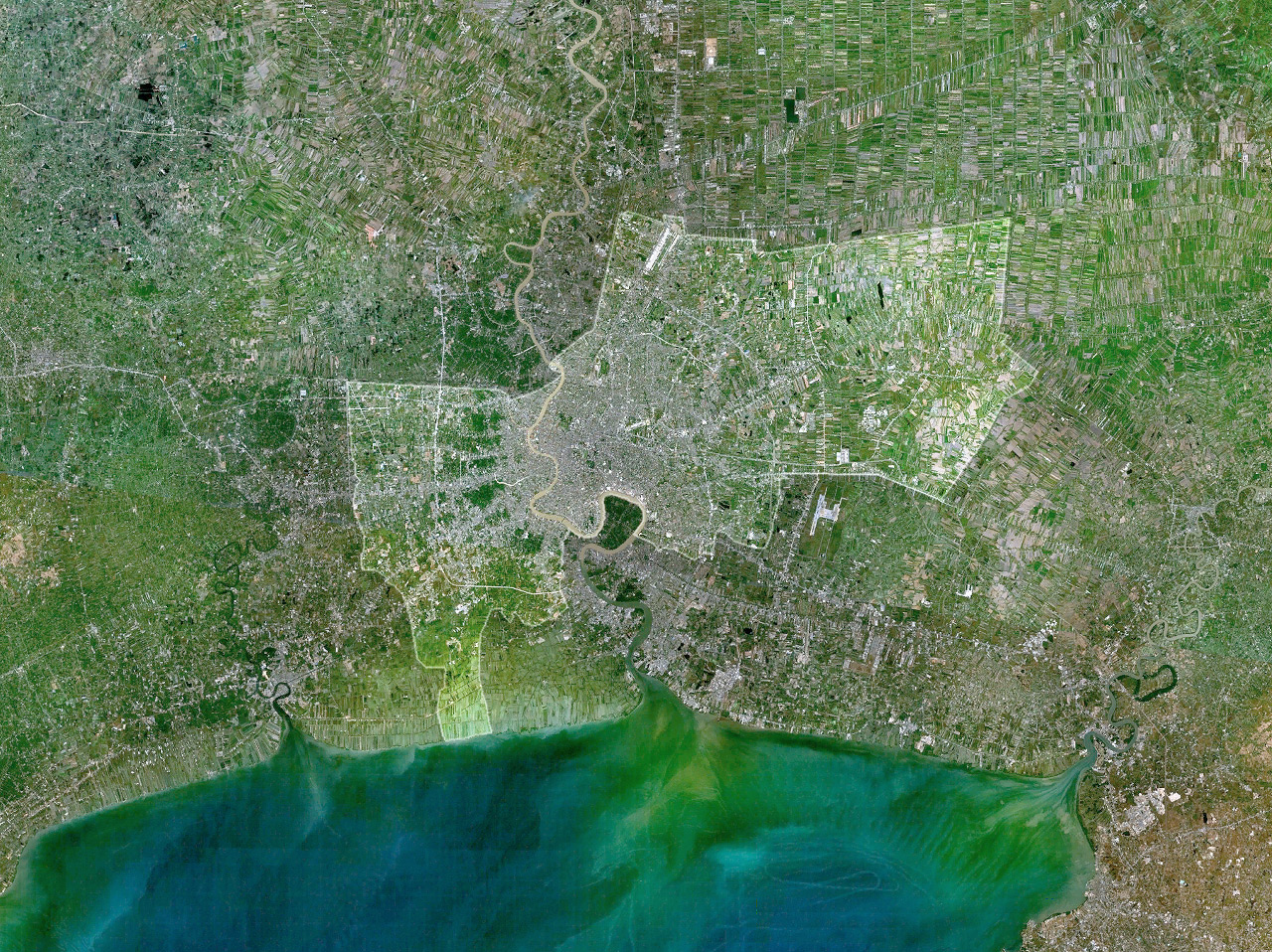
曼谷（图中突出显示部分）位于昭披耶河下游，可见其建成区向北和向南延伸至暖武里府和北榄府

曼谷面積為 1,568.7 平方公里（605.7 平方英里），在泰國其他76個省份中排名第69位。其中，約700平方公里（270 平方英里）的區域形成建成市區。市区面積居世界第73位。該市的城市擴張延伸到與其接壤的其他六個省份的部分地區，即從西北順時針順序：暖武里府、巴吞他尼府、北柳府、北欖府、北沙空府和佛統府。除北柳府外，這些省份與曼谷一起構成了更大的曼谷都會區。
曼谷地处平原，位于昭拍耶河（俗稱湄南河）流域。該河被称为曼谷的母亲河，全长372公里，曼谷市内繁忙的水上交通使曼谷有“东方威尼斯”的美称。
曼谷的平均海拔2米左右，这使得曼谷经常在雨季面临洪水的困扰。大雨过后，曼谷的街道经常会出现积水。

### 氣候
與泰國大部分地區一樣，曼谷屬於在柯本气候分类法下的热带莽原气候(Aw)，受到南亞季風系統的影響。這座城市經常經歷了三個天氣：炎熱、多雨和涼爽，儘管全年氣溫相當高，從12 月的平均低溫23.2 °C (73.8 °F) 到4 月的平均高溫 35.7 °C (96.3 °F) ，年平均气温为28.9 ℃（84.0 ℉）。雨季從五月中旬左右西南季風的到來開始。九月則是最潮濕的月份，平均降雨量為 335.9 毫米（13.22 英寸）。雨季持續到10月，乾燥涼爽的東北季風持續到2月。
曼谷炎熱的季節通常是乾燥的狀態，但偶爾也會出現夏季風暴。曼谷城市熱島的表面強度在白天測量為 2.5°C (4.5°F)，晚上為 8.0°C (14°F)。 曼谷大都市的最高記錄溫度為2023年5月7日的 41.0 °C (105.8 °F)， 記錄的最低溫度為1955年1月的 9.9 °C (49.8 °F)。
戈達德太空研究所的氣候影響小組預測，氣候變遷會對曼谷造成嚴重的天氣影響。該研究所發現1960年的曼谷有193天達到或高於 32°C。2018年，曼谷的氣溫在32°C 或以上時預計為 276天。該組織預測，到2200年，溫度在32°C 或以上時平均會增加297至344天。
| 曼谷都会区（1991—2020，极值自1840年起）                                                                     | 曼谷都会区（1991—2020，极值自1840年起） | 曼谷都会区（1991—2020，极值自1840年起） | 曼谷都会区（1991—2020，极值自1840年起） | 曼谷都会区（1991—2020，极值自1840年起） | 曼谷都会区（1991—2020，极值自1840年起） | 曼谷都会区（1991—2020，极值自1840年起） | 曼谷都会区（1991—2020，极值自1840年起） | 曼谷都会区（1991—2020，极值自1840年起） | 曼谷都会区（1991—2020，极值自1840年起） | 曼谷都会区（1991—2020，极值自1840年起） | 曼谷都会区（1991—2020，极值自1840年起） | 曼谷都会区（1991—2020，极值自1840年起） | 曼谷都会区（1991—2020，极值自1840年起） |
| 月份 | 1月                                     | 2月                                     | 3月                                     | 4月                                     | 5月                                     | 6月                                     | 7月                                     | 8月                                     | 9月                                     | 10月                                    | 11月                                    | 12月                                    | 全年                                    |
| --- | --------------------------------------- | --------------------------------------- | --------------------------------------- | --------------------------------------- | --------------------------------------- | --------------------------------------- | --------------------------------------- | --------------------------------------- | --------------------------------------- | --------------------------------------- | --------------------------------------- | --------------------------------------- | --------------------------------------- |
| 历史最高温 °C（°F）                                                                                         | 37.6 (99.7)                             | 38.8 (101.8)                            | 40.1 (104.2)                            | 40.0 (104.0)                            | 41.0 (105.8)                            | 38.8 (101.8)                            | 38.4 (101.1)                            | 38.2 (100.8)                            | 37.4 (99.3)                             | 37.9 (100.2)                            | 38.8 (101.8)                            | 37.1 (98.8)                             | 41.0 (105.8)                            |
| 平均高温 °C（°F）                                                                                           | 32.7 (90.9)                             | 33.7 (92.7)                             | 34.7 (94.5)                             | 35.7 (96.3)                             | 35.1 (95.2)                             | 34.1 (93.4)                             | 33.5 (92.3)                             | 33.3 (91.9)                             | 33.2 (91.8)                             | 33.3 (91.9)                             | 33.1 (91.6)                             | 32.3 (90.1)                             | 33.7 (92.7)                             |
| 日均气温 °C（°F）                                                                                           | 27.4 (81.3)                             | 28.6 (83.5)                             | 29.7 (85.5)                             | 30.7 (87.3)                             | 30.3 (86.5)                             | 29.7 (85.5)                             | 29.2 (84.6)                             | 29.2 (84.6)                             | 28.6 (83.5)                             | 28.4 (83.1)                             | 28.4 (83.1)                             | 27.3 (81.1)                             | 28.9 (84.0)                             |
| 平均低温 °C（°F）                                                                                           | 23.4 (74.1)                             | 24.8 (76.6)                             | 26.4 (79.5)                             | 27.2 (81.0)                             | 26.9 (80.4)                             | 26.4 (79.5)                             | 26.1 (79.0)                             | 25.9 (78.6)                             | 25.4 (77.7)                             | 25.2 (77.4)                             | 24.7 (76.5)                             | 23.2 (73.8)                             | 25.4 (77.7)                             |
| 历史最低温 °C（°F）                                                                                         | 9.9 (49.8)                              | 14.9 (58.8)                             | 15.7 (60.3)                             | 19.9 (67.8)                             | 21.1 (70.0)                             | 21.1 (70.0)                             | 21.9 (71.4)                             | 21.2 (70.2)                             | 21.3 (70.3)                             | 18.3 (64.9)                             | 14.2 (57.6)                             | 10.5 (50.9)                             | 9.9 (49.8)                              |
| 平均降水量 mm（）                                                                                           | 23.6 (0.93)                             | 21.4 (0.84)                             | 51.0 (2.01)                             | 93.3 (3.67)                             | 216.8 (8.54)                            | 198.5 (7.81)                            | 189.7 (7.47)                            | 227.1 (8.94)                            | 335.9 (13.22)                           | 288.7 (11.37)                           | 44.6 (1.76)                             | 11.6 (0.46)                             | 1,702.1 (67.01)                         |
| 平均降水天数（≥ 1.0 mm）                                                                                    | 1.9                                     | 1.9                                     | 3.4                                     | 5.4                                     | 12.4                                    | 13.4                                    | 14.1                                    | 15.6                                    | 18.0                                    | 14.4                                    | 3.8                                     | 1.0                                     | 105.3                                   |
| 平均相對濕度（％）                                                                                          | 67.9                                    | 70.5                                    | 72.6                                    | 72.0                                    | 74.4                                    | 75.2                                    | 75.5                                    | 76.4                                    | 79.3                                    | 78.0                                    | 68.8                                    | 65.6                                    | 73.0                                    |
| 平均露点 °C（°F）                                                                                           | 20.4 (68.7)                             | 22.2 (72.0)                             | 23.9 (75.0)                             | 24.8 (76.6)                             | 24.9 (76.8)                             | 24.6 (76.3)                             | 24.2 (75.6)                             | 24.2 (75.6)                             | 24.4 (75.9)                             | 23.9 (75.0)                             | 21.7 (71.1)                             | 19.2 (66.6)                             | 23.2 (73.8)                             |
| 月均日照時數                                                                                                | 216.0                                   | 215.8                                   | 234.2                                   | 226.6                                   | 196.2                                   | 158.4                                   | 140.7                                   | 128.9                                   | 129.6                                   | 157.5                                   | 194.8                                   | 213.5                                   | 2,212.2                                 |
| 平均紫外线指数                                                                                              | 10                                      | 12                                      | 12                                      | 12                                      | 12                                      | 12                                      | 12                                      | 12                                      | 12                                      | 11                                      | 10                                      | 9                                       | 11                                      |
| 来源1：WMOFeb–May record highs, 1951–2022;Nov–Feb record lows, 1951–2021); May 2023 high temperature record |                                         |                                         |                                         |                                         |                                         |                                         |                                         |                                         |                                         |                                         |                                         |                                         |                                         |
| 来源2：Weather Atlas (UV)Meteo Climat (record),                                                             |                                         |                                         |                                         |                                         |                                         |                                         |                                         |                                         |                                         |                                         |                                         |                                         |                                         |

### 行政区划

曼谷县份图，标有县份名和下辖区份名的完整地图见此

曼谷的五十個縣作為BMA授權下的行政區劃。其中35個位於湄南河以東，15個位於西岸被稱為城市的吞武里一側。五十個縣按編號排列為：
1. 拍那空县
2. 律实县
3. 农卓县
4. 挽叻縣
5. 挽卿縣
6. 挽甲必县
7. 巴吞旺县
8. 邦巴沙都拍县
9. 拍崑崙縣
10. 民武里縣
11. 叻甲挽縣
12. 然那哇縣
13. 三攀他旺县
14. 拍耶泰县
15. 吞武里縣
16. 曼谷艾縣
17. 匯權縣
18. 空訕縣
19. 打邻仓县
20. 曼谷蓮縣
21. 挽坤天縣
22. 帕世乍能縣
23. 廊鑒縣
24. 叻武拉纳县
25. 挽拍縣
26. 鄰鈴縣
27. 汶昆縣
28. 沙吞县
29. 挽賜縣
30. 乍都节县
31. 挽柯蓮縣
32. 巴域县
33. 孔提縣
34. 萱鑾縣
35. 宗通县（英语：Chom Thong district, Bangkok）
36. 廊曼縣
37. 拉差贴威县
38. 叻拋縣
39. 宛他那县
40. 挽坑縣
41. 朗四縣
42. 晒迈县
43. 堪那耀县
44. 沙攀松縣
45. 汪通郎县
46. 空三華縣
47. 挽那縣
48. 他威越他那縣
49. 童酷縣
50. 挽汶縣

### 城市规划

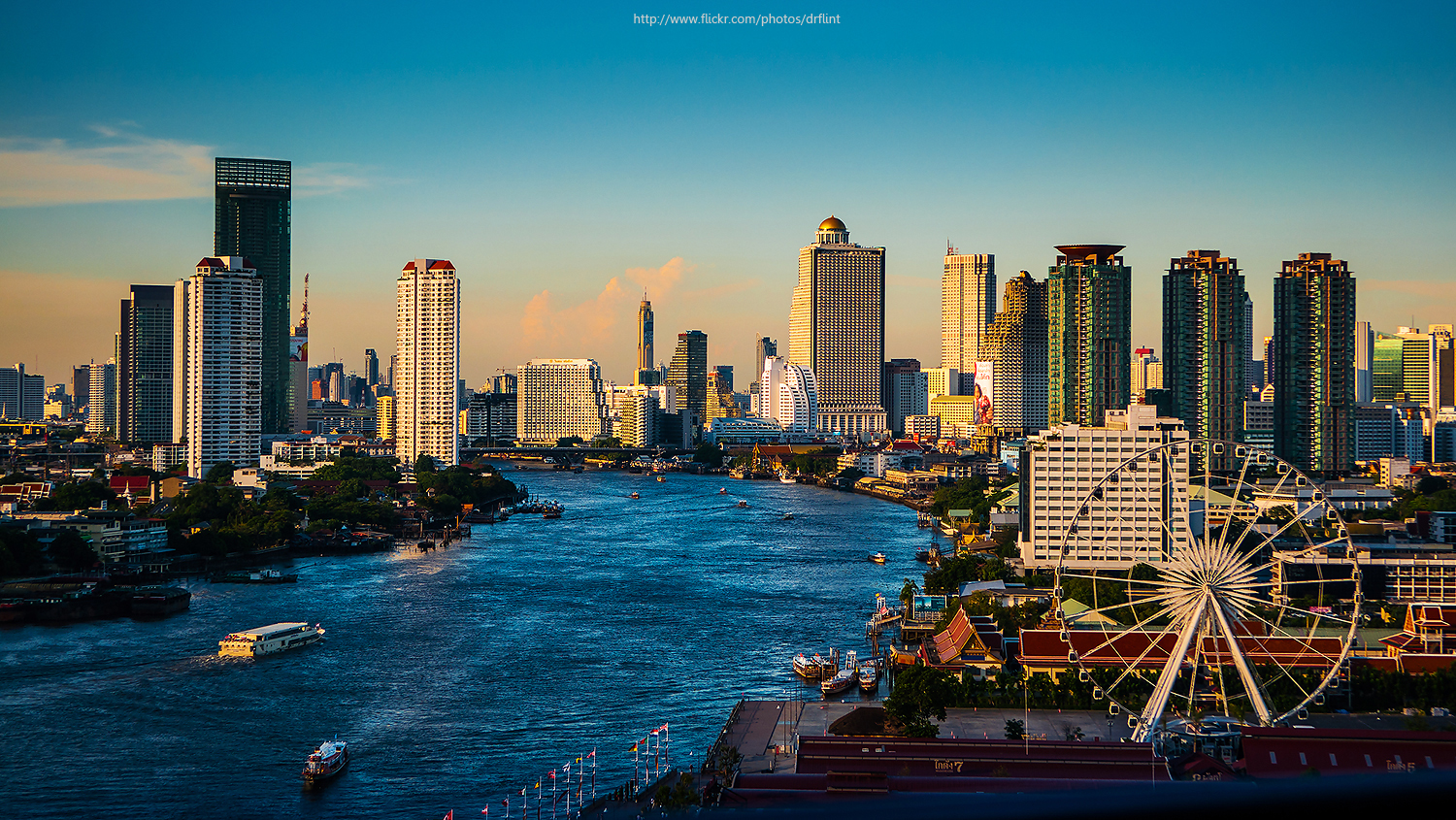
昭披耶河穿过曼谷市区

曼谷各地的功能界别较不明晰，这可能是因宏观规划政策推进较晚导致。曼谷的都市规划最早追溯至1960年的利奇菲尔德计划（Litchfield Plan），但正式的分区规划法迟至1992年才全面实施。而在这期间，曼谷城区快速、自发而有机地发展扩大，体现为横向上沿着交通干道的带状发展，纵向上建成大量高层建筑和摩天大楼。
如今的曼谷是座不断扩张的大都会，其周边如暖武里、巴革、兰实、沙沒巴干等地的人口众多且在持续增长，实质上是曼谷的郊区。不过，受交通网络格局影响，曼谷的城郊主要沿着南北方向扩展，在辖区的东西边缘，仍有大量农田绿地。曼谷市内的土地用途包括23%的住宅用地、24%的农业用地和30%的工商业及政府用地。曼谷大都会管理局（BMA）设城市规划部（CPD），负责区内建设规划。

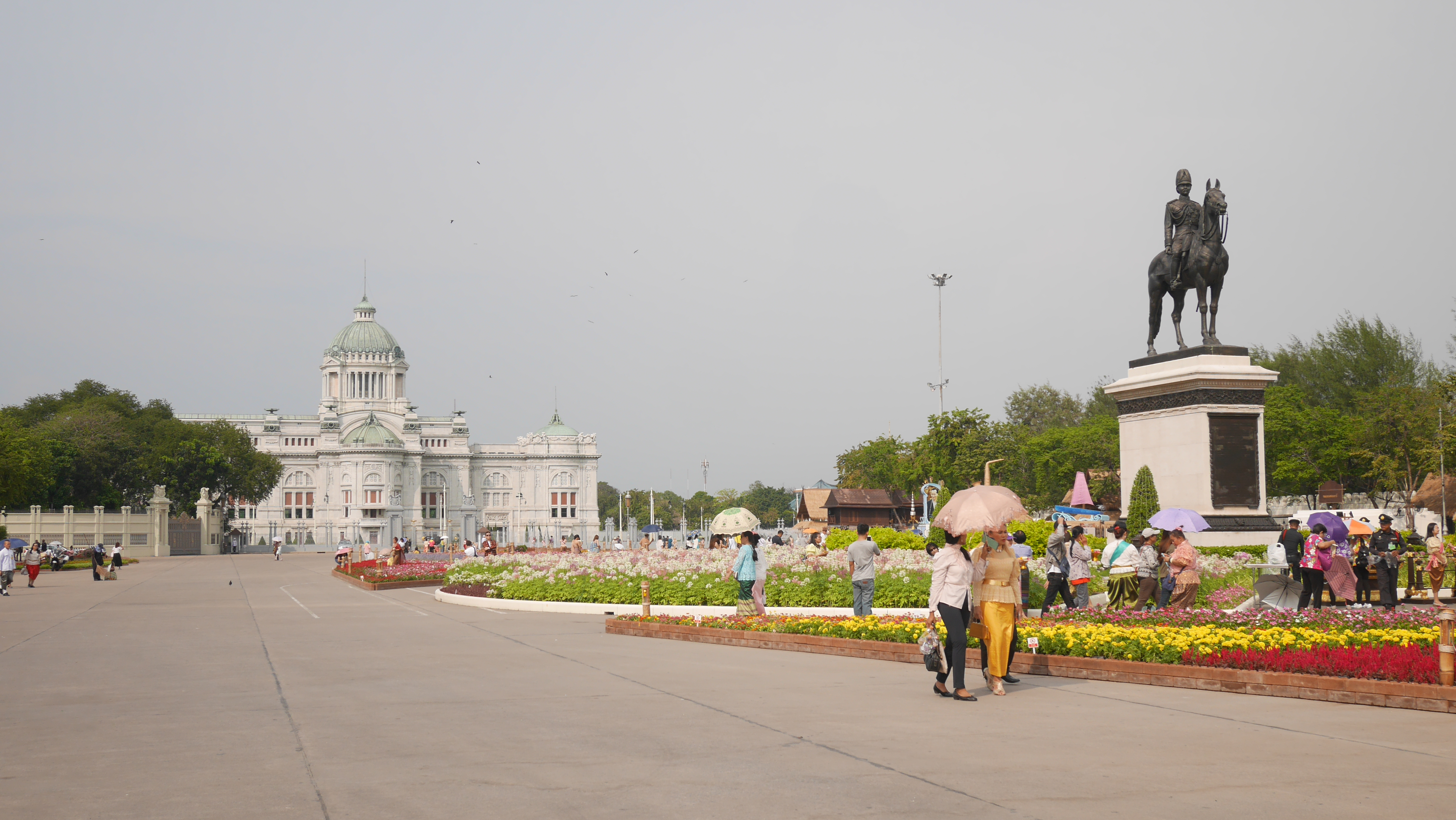
律实县五世王广场

曼谷的历史中心位于拉达那哥欣岛，属拍那空县，曼谷大皇宫和国柱庙是泰京曼谷建城之象征。拍那空县、邦巴沙都拍县，以及华裔聚居的三攀他旺县是曼谷的老城区。19世纪早期，朱拉隆功王在北郊开辟律实宫，并修建拉差丹嫩路同旧皇宫相连，形成今日泰国政治重地律实县之基础。

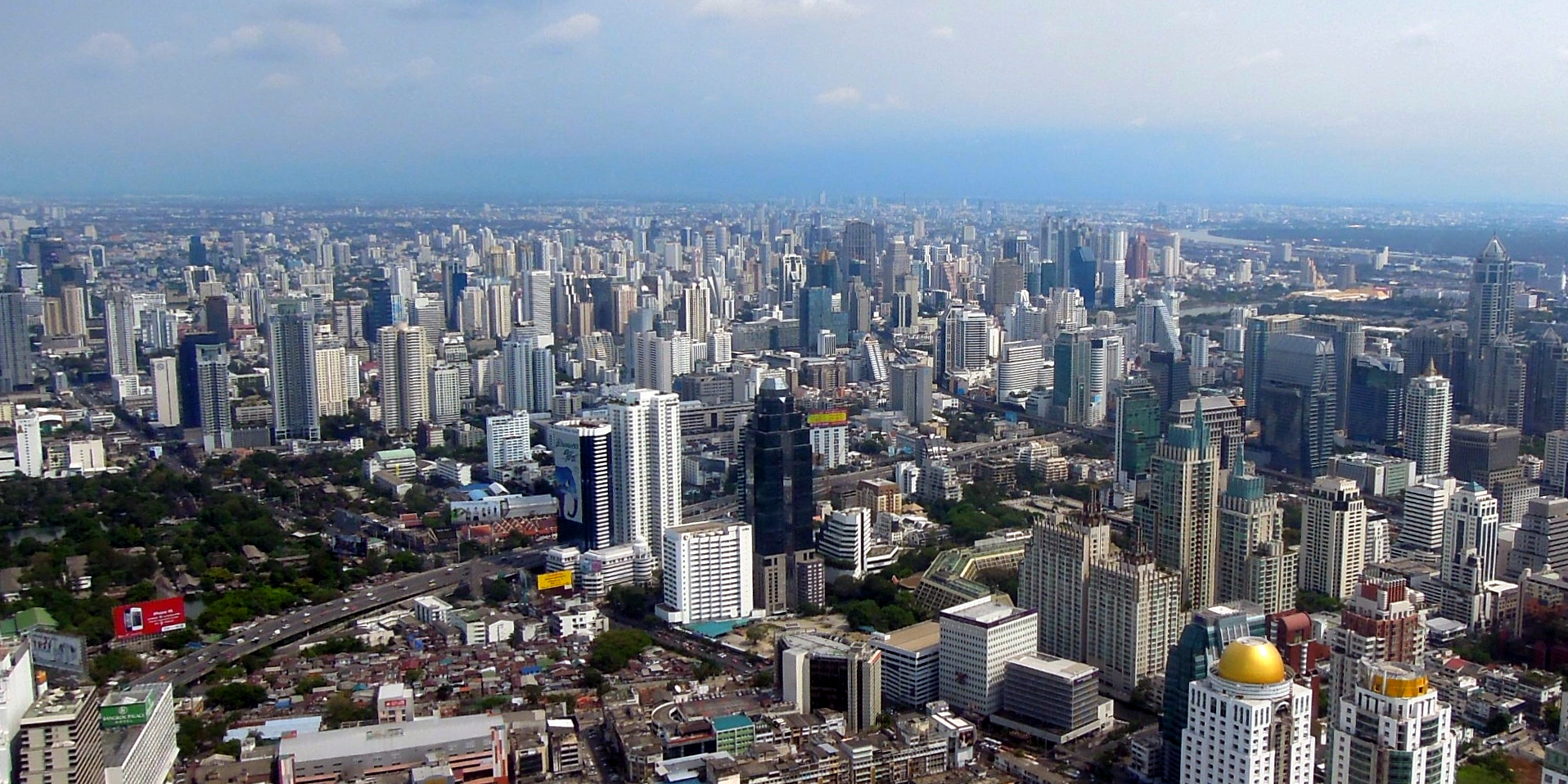
素坤逸路周边建有大量高层建筑

曼谷的老城区鲜有高层建筑，与之形成对比的则是新兴的是隆路和沙吞路一带的商业区，属挽叻县和沙吞县，是泰国诸多大企业总部的所在地。朱拉隆功大学以北，是暹罗区和拉差巴颂区，建有数座大型商场，是曼谷乃至东南亚重要的购物中心。而沿着泰国3号公路素坤逸路，宛他那县和孔提縣一带，分布着许多零售店铺和酒店，是曼谷另一处集中的娱乐区域，素坤逸路的支路和支巷则建有大量写字楼和高档住宅。曼谷并没有集中建成的中央商务区。
拉差贴威县的胜利纪念碑一带是公共交通中心，从胜利纪念碑起始，拍鳳裕庭路、叻猜威提路、邻铃路（Din Daeng Road）连通各大居民区。叻猜达披色路内环则是曼谷高密度开发区域的中心，其周边的113平方公里内商铺林立，向北的乍都節縣拉差裕庭路口（Ratchayothin Intersection）一带亦是写字楼密集的地区。远郊处则主要是中密度或低密度住宅区。昭披耶河西岸的吞武里开发程度相对落后，主要是住宅区和乡村。
曼谷老城的许多街道两侧仍是传统的中葡式风格店屋。20世纪80年代起，许多高层建筑在各地拔地而起，形成风格冲突而迥异的城市景观。城市的快速扩展的同时，亦产生不少贫民窟，2000年时，有100多万人居住在大约800个非正规住处内。有些贫民区是棚户区，分布在空堤縣等地。

## 经济

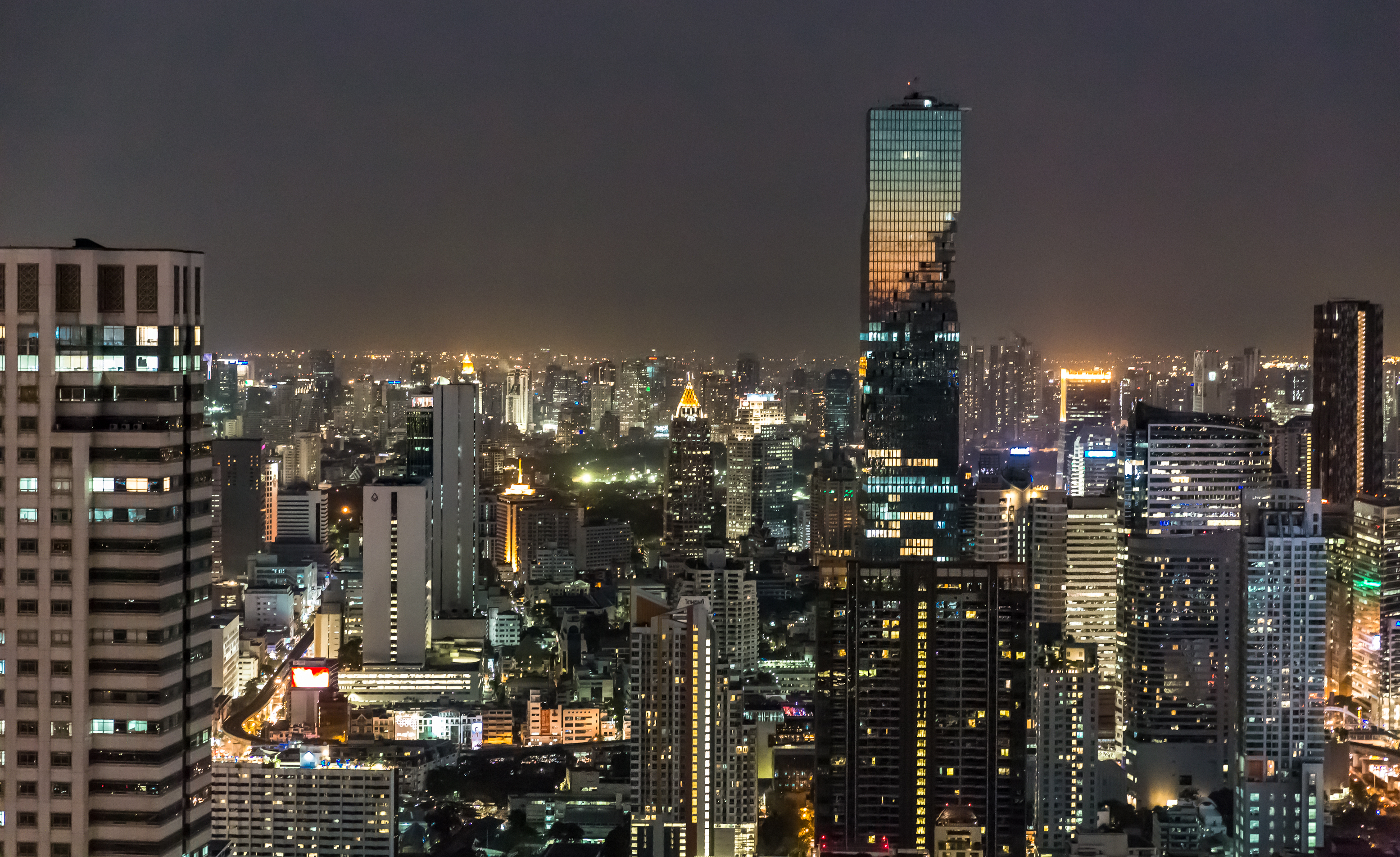
曼谷大京都大厦位于沙吞路，这里是曼谷的金融重地

曼谷是泰国经济中心。2018年，曼谷全市经济总产值为5.384万亿泰铢（1740亿美元），人均产值604,521泰铢（19,500美元），是泰国全国平均水平的两倍多。曼谷都会区的总产值为7.667万亿泰铢（2470亿美元）。
批發和零售貿易是該市經濟中最大的部門，佔曼谷省生產總值的24%。其次是製造業（14.3%）；房地產、租賃和商業活動（12.4%）、運輸和通訊（11.6%）、金融中介（11.1%）。僅曼谷就佔泰國服務業的48.4%，而後者又佔泰国GDP的49%。以曼谷都會區统计，製造業是该地經濟發展起最重要作用，占區域生產總值的28.2%，反映曼谷鄰近府分的工業發展密度。曼谷都会区是東南亞最大的汽车生產中心。旅遊業也是曼谷經濟的重要部门，2010年創造了4275億泰銖（133.8 億美元）的收入，為重要的經濟支柱。

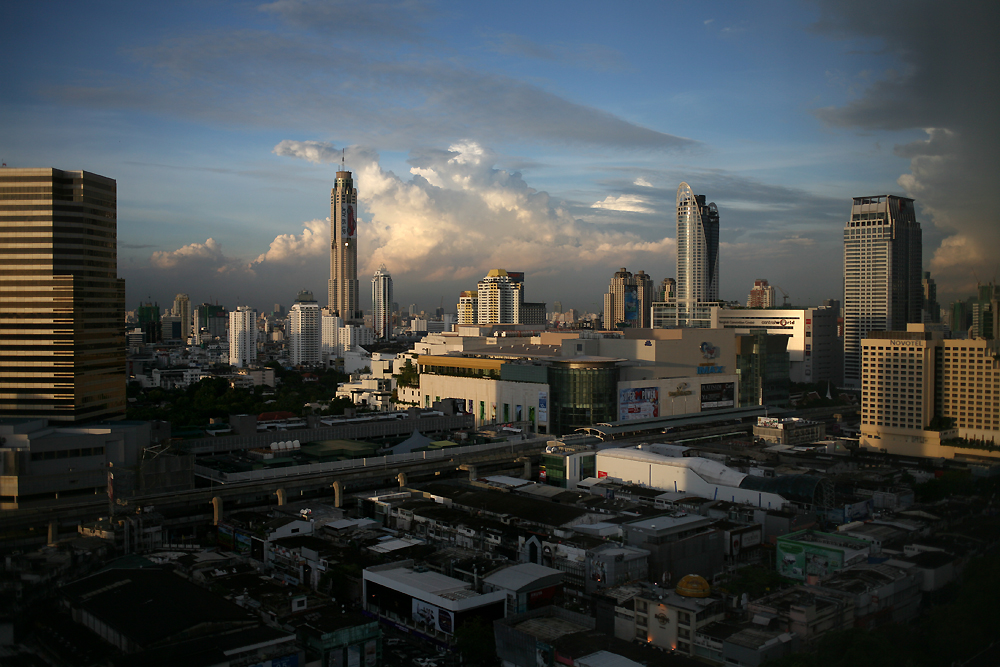
暹罗区是东南亚的购物中心之一

泰国证券交易所（SET）位于曼谷叻察达披色路，总市值约为4900亿美元（2017年8月31日）。當代，曼谷已经成为东南亚的重要经济支柱，股市市值僅次於新加坡，排名第二。全球化及世界城市研究网络（GaWC）將曼谷列為“Alpha-”级别的国际都市，在Z/Yen的全球金融中心指數中排名第59位。曼谷是泰國所有主要商業銀行和金融機構以及該國大公司的總部所在地。由於相對於其他亞洲主要商業中心的勞動力和運營成本較低，許多跨國公司將其區域總部設在曼谷。福布斯全球企业2000强中有17家泰国企业上榜，其总部皆位于曼谷，其中就包括泰国唯一的财富世界500强公司泰国国家石油股份。
收入不平等是曼谷的一個主要問題，特別是在來自農村省份和鄰國相對低收入移民與，中產階級專業人士和商業精英之間的差異相當明顯。儘管絕對貧困率很低，但在2010年曼谷的登記居民中有0.64%生活在貧困線以下，而全國平均水平為7.75%——經濟差距仍然很大。該市的基尼係數為0.48，表明人均收入的高度為不平等狀態。

## 旅游

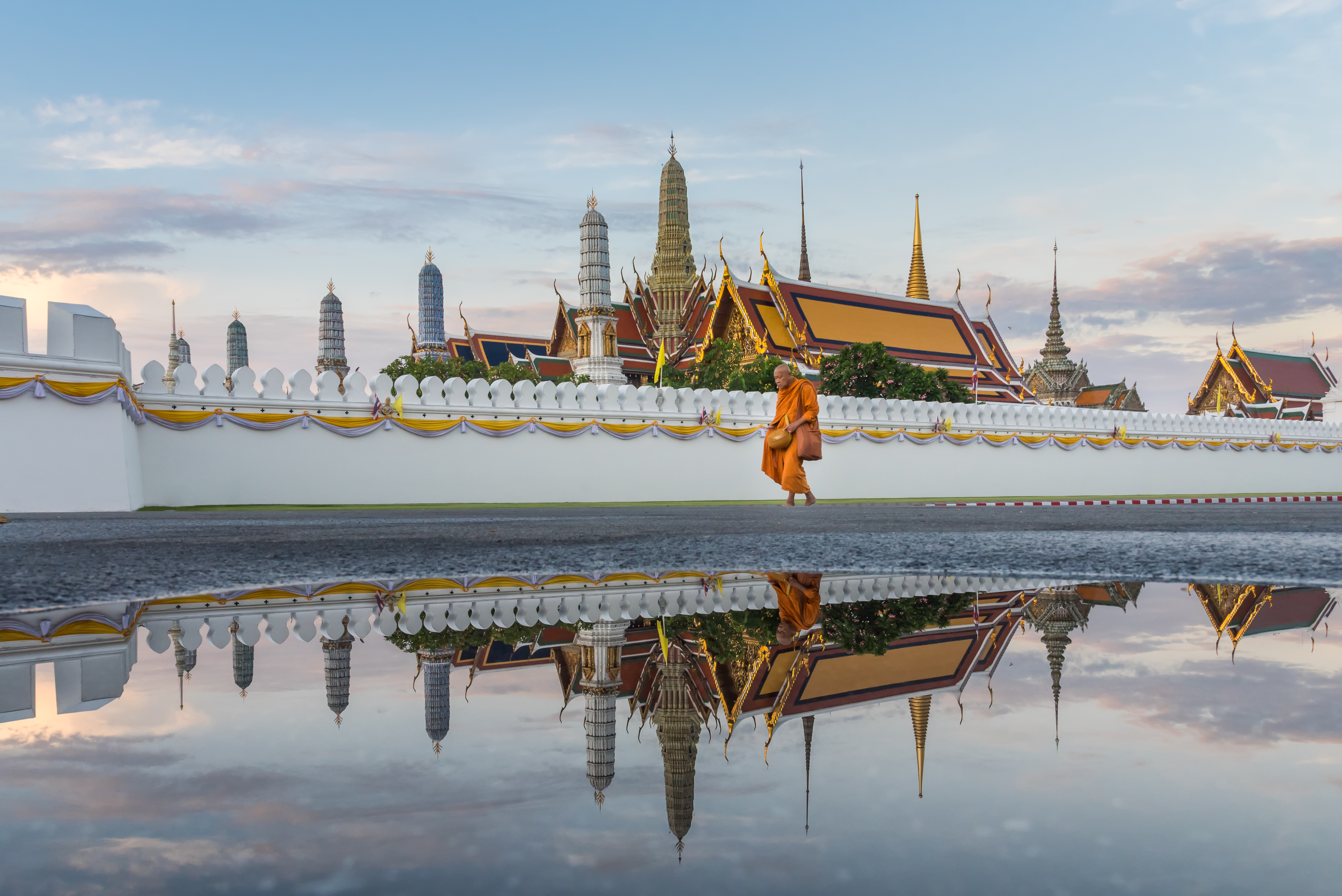
曼谷大皇宫和玉佛寺是曼谷的热门景点

曼谷是世界頂級旅遊目的地之一，觀光業是佔泰國國民總收入12％的重要外匯來源，在全球162個城市中，萬事達在其2018年全球目的地城市指數中將曼谷列為國際遊客人數最多的目的地城市，領先於倫敦，2017年過夜遊客超過2000萬。Euromonitor International 在2016年最佳城市目的地排名中將曼谷排在第四位。從2010年到2013年，曼谷連續四年被Travel + Leisure雜誌的讀者調查評為世界最佳城市。
曼谷是泰國的門戶，大多數赴泰旅游的外国遊客都會前往曼谷。对于泰国本国人来说，曼谷同样是旅游胜地。2010年，泰國旅遊部錄得26,861,095名泰國遊客和11,361,808名外國遊客到曼谷旅遊，为15,031,244名客人提供住宿，佔該市86,687間酒店客房的49.9%。曼谷在2017年的排名中也位居全球最受歡迎的旅遊目的地之首。
曼谷多姿多彩的风光、名勝和城市生活吸引著不同的遊客群體。王宫、寺廟以及博物館是其主要的歷史文化景点，其中最有名的是大皇宮內的玉佛寺和在其河斜對面的黎明寺。購物和餐飲體驗選擇广泛，丰俭由人。這座城市還以其充滿活力的夜生活而聞名。儘管曼谷的性旅遊場景為外國人所熟知，但通常不會被當地人或政府公開承認。

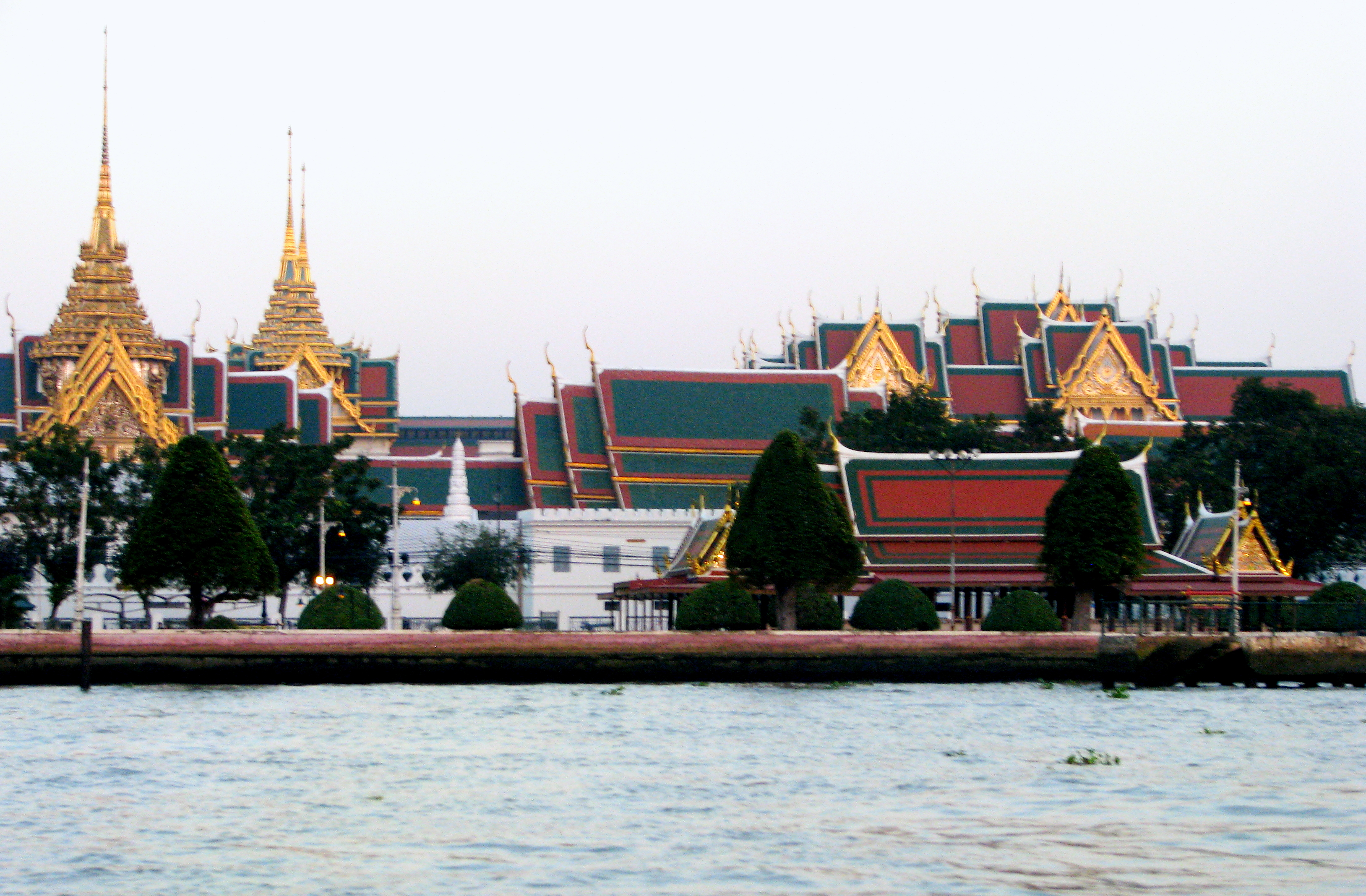
曼谷大皇宫
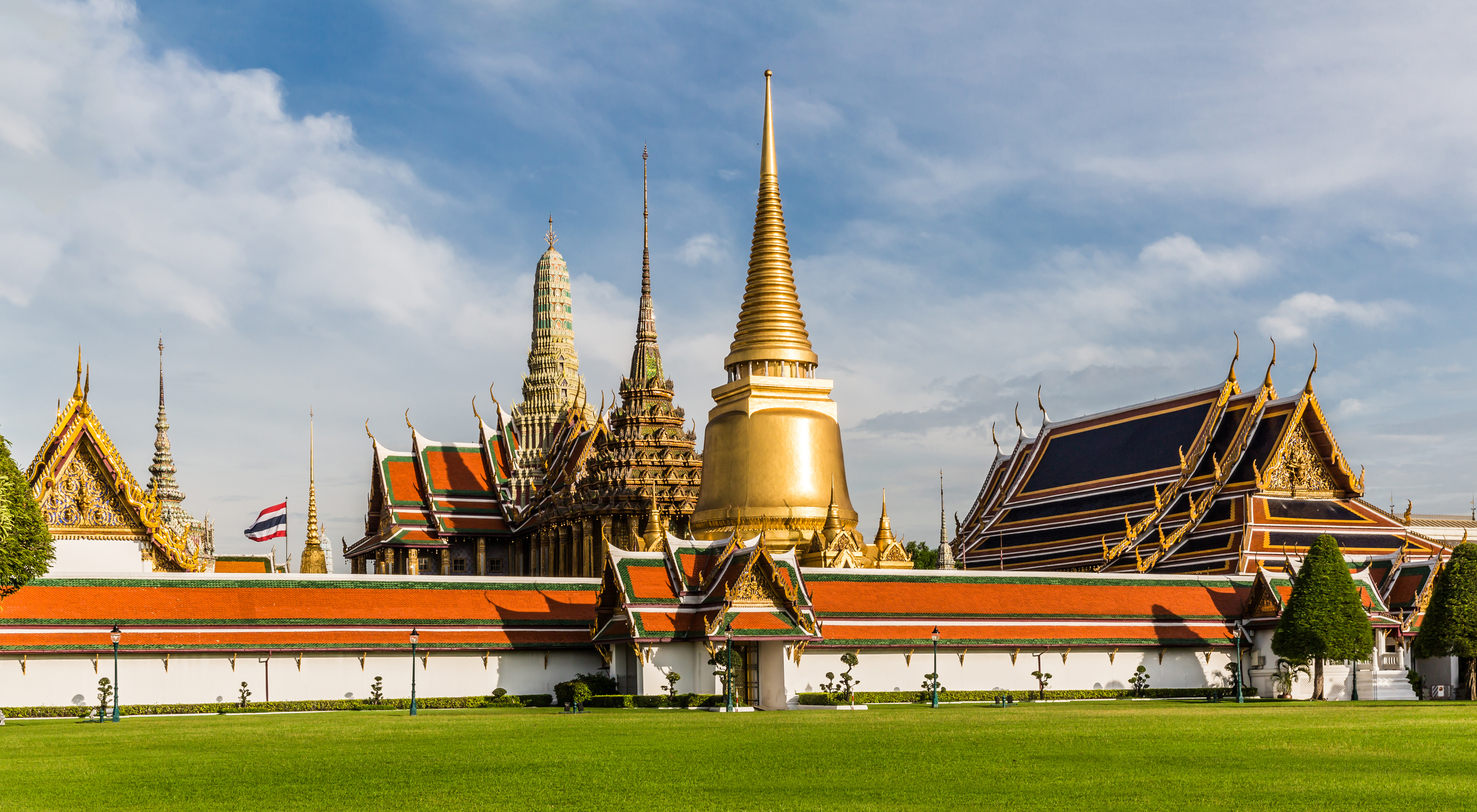
玉佛寺
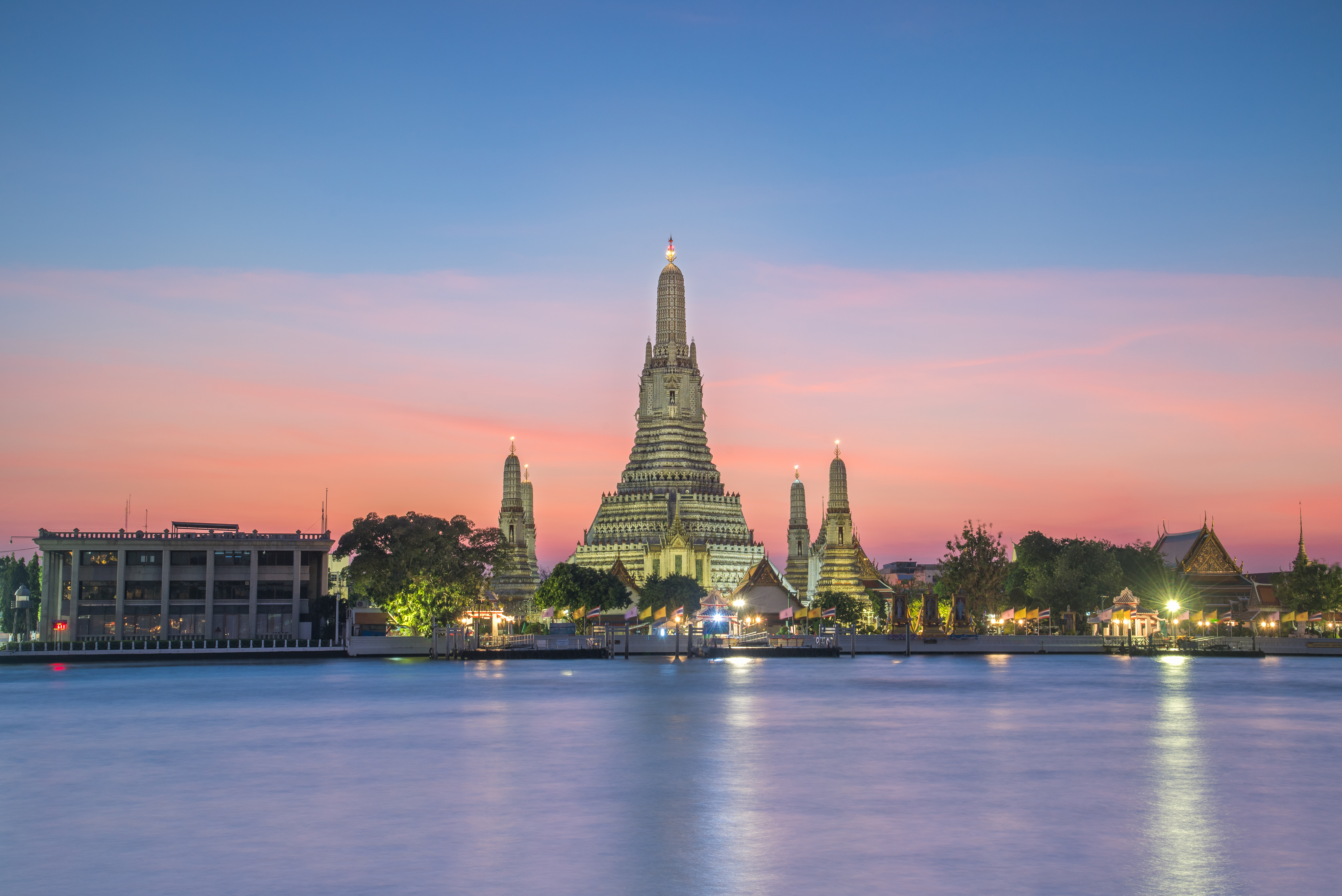
黎明寺
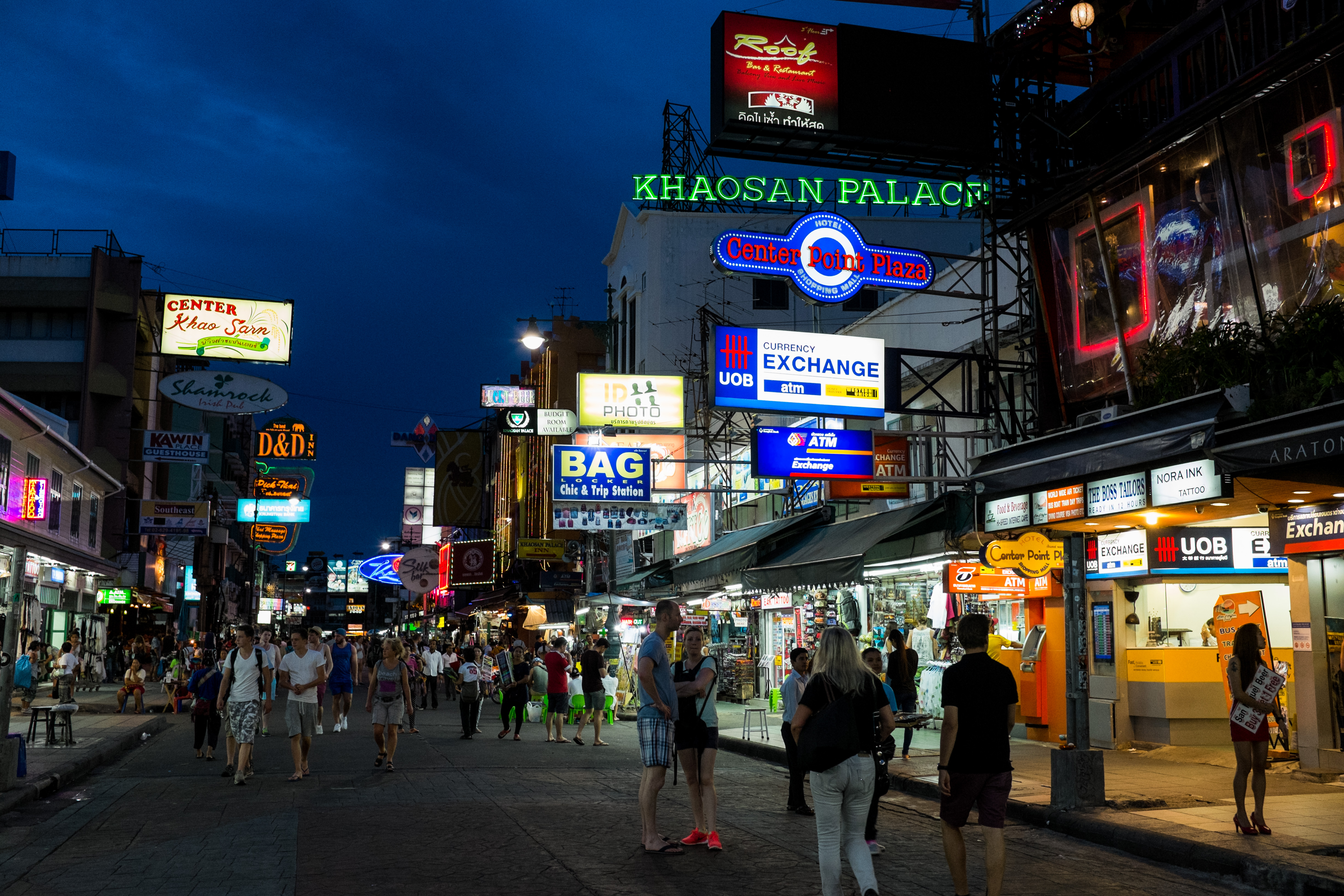
考山路
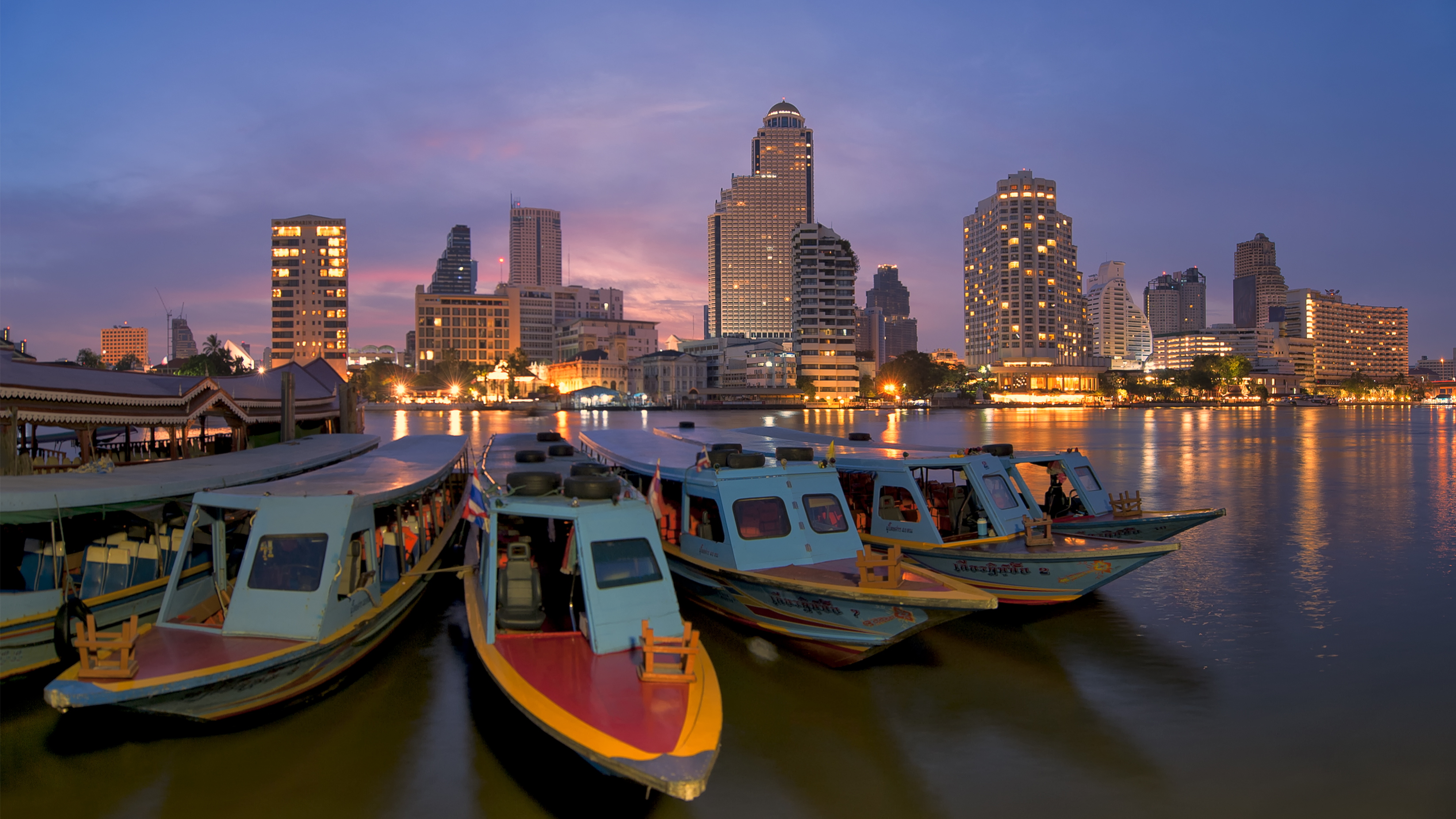
湄南河和曼谷文华东方酒店

曼谷著名的景點包括大皇宮和主要的佛教寺廟，包括玉佛寺、臥佛寺和鄭王廟，大鞦韆和伊拉旺神壇展现了婆罗门教對泰國文化的影響，湯普生博物館則是泰國傳統建築的典範。博物館包括曼谷國家博物館、皇家駁船國家博物館、暹罗博物馆等。湄南河和吞武里運河上的遊輪之旅可以欣賞到這座城市的一些傳統建築和水上生活方式。
从暹羅区和拉差巴頌的購物中心和百貨公司，到廣闊的乍都節市場，曼谷許多購物場所深受遊客和當地人的歡迎。曼谷的水上市场为数不多，仅余下远郊的大林江水上市場等。街头小吃摊遍布曼谷各大闹市区，其中以耀華力一带最为聞名。考山路長期以來则一直作為背包客旅遊的目的地而聞名，其廉價住宿、商店和酒吧吸引著來自世界各地的遊客。
曼谷亦是世界著名的性产业重地，有「亞洲罪惡之城」之称。賣淫在泰国属违法，並且很少得到公众討論。按摩院、桑拿浴室和钟点酒店是常见的性服务场所。
詐騙、過度收費和雙重定價则是外國遊客經常遇到的問題。在一項針對616名泰國遊客的調查中，7.79%的人表示遇到了詐騙，其中最常見的是寶石詐騙，遊客被誘騙購買價格過高的珠寶。

## 文化
曼谷的文化反映了其作為泰國的財富和現代化中心的地位。長久以來，曼谷一直是西方的概念和物質商品的進入門戶，已經被其居民在不同程度上採用並與泰國的價值觀相融合。這在不斷擴大的中產階級的生活方式中最為明顯。因此炫耀性消費是經濟和社會地位的體現，購物中心是市民周末的熱門去處，同時手機等電子產品和消費產品的所有權無處不在。這伴隨著一定程度的世俗主義，因為宗教在日常生活中的作用已經相當減弱，儘管這種趨勢已經蔓延到其他城市中心，在一定程度上也蔓延到農村，但曼谷仍然處於社會變革的前沿線。
曼谷的一個顯著的特色就是隨處可見的街頭小販會出售從食品到服裝和配飾的各種商品。據估計，曼谷一共有超過十萬名小販。雖然BMA已經授權在287個站點進行這種做法，但在另外的407個站點的大部分小販活動都是非法進行的。小販經常佔用了城市的行人道空間並阻塞行人交通，但曼谷的許多居民還是要依靠這些小販來吃飯，而BMA控制小販數量的努力基本上沒有成功。
然而，在2015年，BMA在國家和平與秩序委員會（泰國執政的軍政府）的支持下，開始打擊街頭小販以收回公共空間。許多著名的市場社區受到影響，包括空統縣、薩潘萊克和巴空塔拉特的花卉市場。2016年，近15,000名供應商被趕出39個公共區域。雖然一些人對關注行人權利的努力表示讚賞，但其他人表示擔心高檔化會導致城市特色的喪失和人們生活方式的不利變化。

### 節日和活動

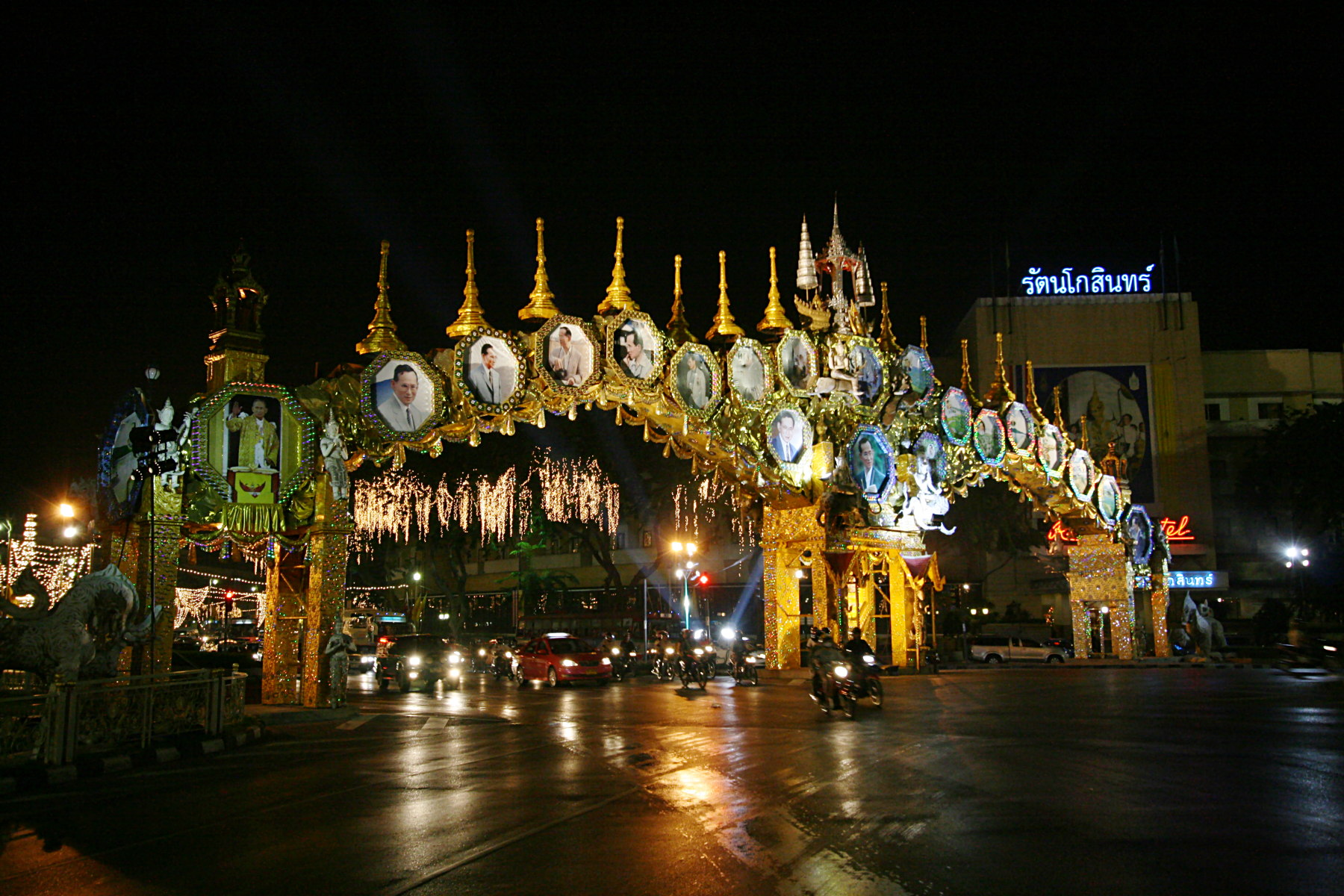
拉差丹儂大道每年都會用燈光裝飾大道，以慶祝泰國國王的生日

曼谷的居民經常慶祝泰國的許多傳統年度節日。在4月13日至15日的潑水節期間，整個曼谷都會舉行傳統的儀式和打水仗的活動。水燈節通常在11月舉行，新年慶祝活動在許多場所舉行，最引人注目的是位於中央世界商業中心廣場的活動，此外與王室有關的紀念活動也主要在曼谷舉行，包括10月23日的拉瑪五世陣亡將士紀念日，民眾經常會前往皇家廣場的拉瑪五世馬術雕像前獻上花圈。現在的國王和王后的生日分別在12月5日和8月12日，被視為泰國的國家父親節和國家母親節，這些國定假日在前夕由皇室、觀眾雙方共同慶祝，並由國王或王后發表演講，在紀念日舉行公眾集會。國王的生日也以皇家衛隊的遊行為標誌。此外，位於曼谷的華人社區也會慶祝關於農曆新年（1月至2月）和素食節（9月至10月）的活動。
皇家田廣場是泰國舉辦風箏、體育和音樂節的舉辦地，通常在3月舉行，皇家耕地儀式則在5月舉行。4月初的紅十字會在Suan Amporn公園和皇家廣場舉行，設有眾多攤位，提供商品、遊戲和展品。
2013年，曼谷被聯合國教科文組織指定為世界圖書之都。
曼谷的第一屆泰國國際同志驕傲節於1999年10月31日舉行。第一次官方遊行則於 2022年首度舉行，被宣佈為2022年曼谷「12個月度節日」的一部分。

## 教育

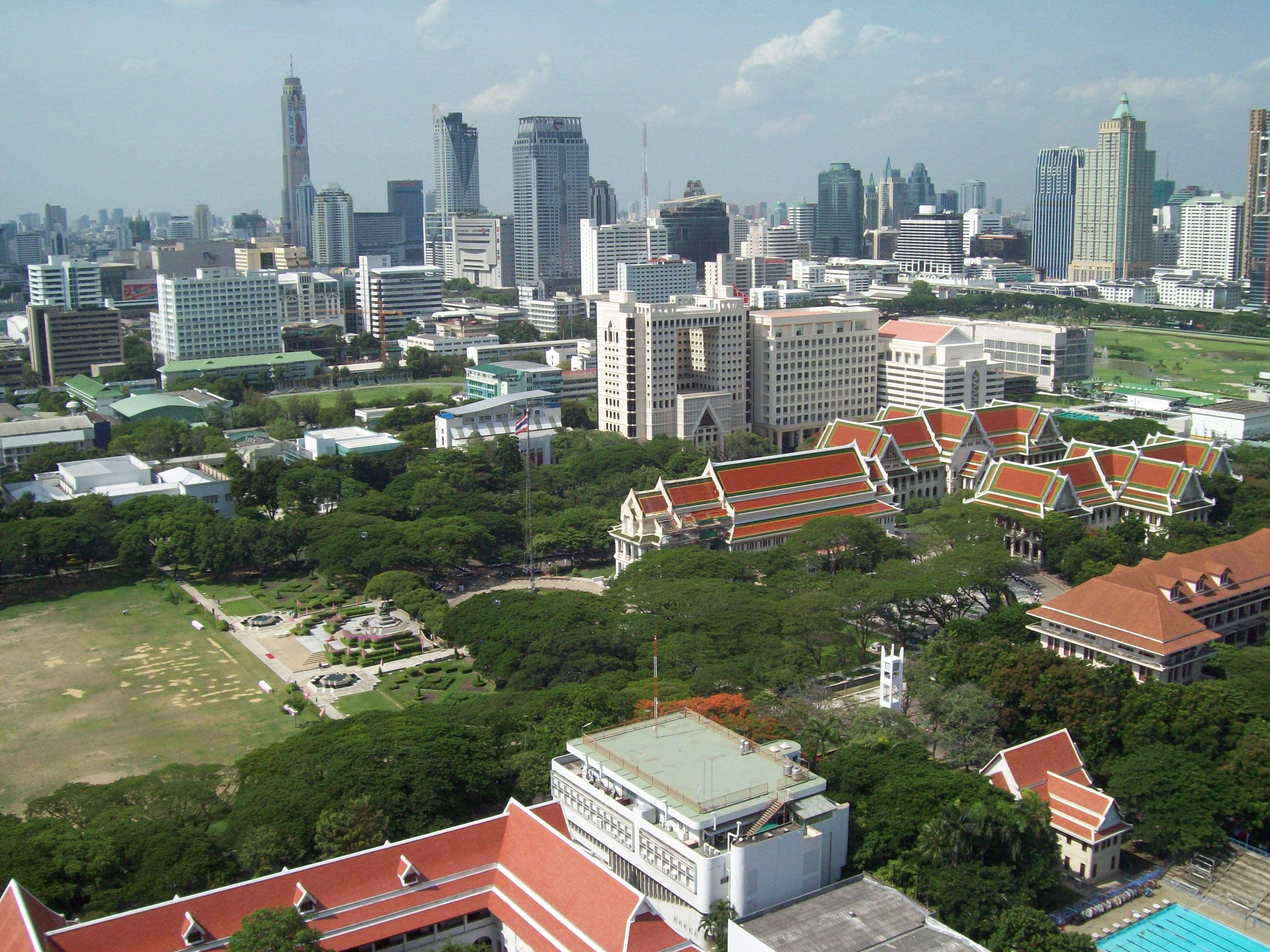
朱拉隆功大學的校園在1917年成立時被鄉村包圍，巴吞旺县在此後進行開發，也從此成為曼谷市中心的一部分

曼谷長期以來一直是泰國現代教育的中心。該國第一所學校於19世紀後期在這裡建立，現在全市有 1,351所學校。這座城市是該國五所最古老的大學的所在地，包括朱拉隆功大學、法政大學、泰國農業大學、瑪希敦大學和泰國藝術大學均創立於1917 年至1943年之間。此後，這座城市繼續保持其主導地位，尤其是在高等教育方面。
該國的大多數公立和私立大學都位於曼谷或大都會地區。朱拉隆功大學和瑪希敦大學少數進入QS世界大學排名的泰國大學。 同樣位於曼谷的吞武里國王科技大學是泰國唯一一所進入2012-13年泰晤士高等教育世界大學排名前400名的大學。
在過去的幾十年裡，攻讀大學學位的大趨勢促使新大學的成立以滿足泰國學生的需求。因此曼谷不僅成為移民和泰國本地人尋找工作機會的地方，也是能夠獲得大學學位的重要城市。藍甘亨大學在1971年成為泰國第一所開放大學；它現在擁有全國最高的入學率。對高等教育的需求導致許多其他公立和私立大學和學院的成立。雖然在主要省份建立了許多大學，但大曼谷地區仍然是大多數機構的所在地，而且該市的高等教育領域仍然充斥著非曼谷人。這種情況也不僅限於高等教育。
在1960年代，60% 至70%的10至19歲在校學生經常移居曼谷接受中學教育。這是由於各省缺乏中學，以及首都教育水平較高的結果。儘管這種差異在當代已經大大減少，但仍有數萬名學生在爭奪曼谷一流學校的名額。長期以來，教育一直是曼谷中央集權的主要因素，並將在政府為國家權力所造的努力中發揮重要的教育作用。
- 國立朱拉隆功大學（จุฬาลงกรณ์มหาวิทยาลัย）
- 國立瑪希敦大學（มหาวิทยาลัยมหิดล）
- 國立法政大學（มหาวิทยาลัยธรรมศาสตร์）
- 國立泰國農業大學（มหาวิทยาลัยเกษตรศาสตร์）
- 私立曼谷大学（มหาวิทยาลัยกรุงเทพ）
- 國立納烈宣大學 （页面存档备份，存于） (มหาวิทยาลัยนเรศวร）
- 國立詩納卡寧威洛大學（มหาวิทยาลัยศรีนครินทร์วิโรฒ）
- 国立先皇技术学院（叻甲挽）（สถาบันเทคโนโลยีพระจอมเกล้าเจ้าคุณทหารลาดกระบัง）
- 国立先皇技术学院（拍那空北）（มหาวิทยาลัยเทคโนโลยีพระจอมเกล้าพระนครเหนือ）
- 国立先皇技术大学（吞武里）（มหาวิทยาลัยเทคโนโลยีพระจอมเกล้าธนบุรี）

## 交通

### 道路交通
曼谷由於道路容量無法應付汽車成長數量，因此交通堵塞十分嚴重。繞行曼谷的東西環道早已建成，確實能節省駕車者不少時間。但除非半夜三更開車上環道，否則仍難以躲避車流的高峰。

### 城市轨道交通

#### 曼谷集體運輸系統

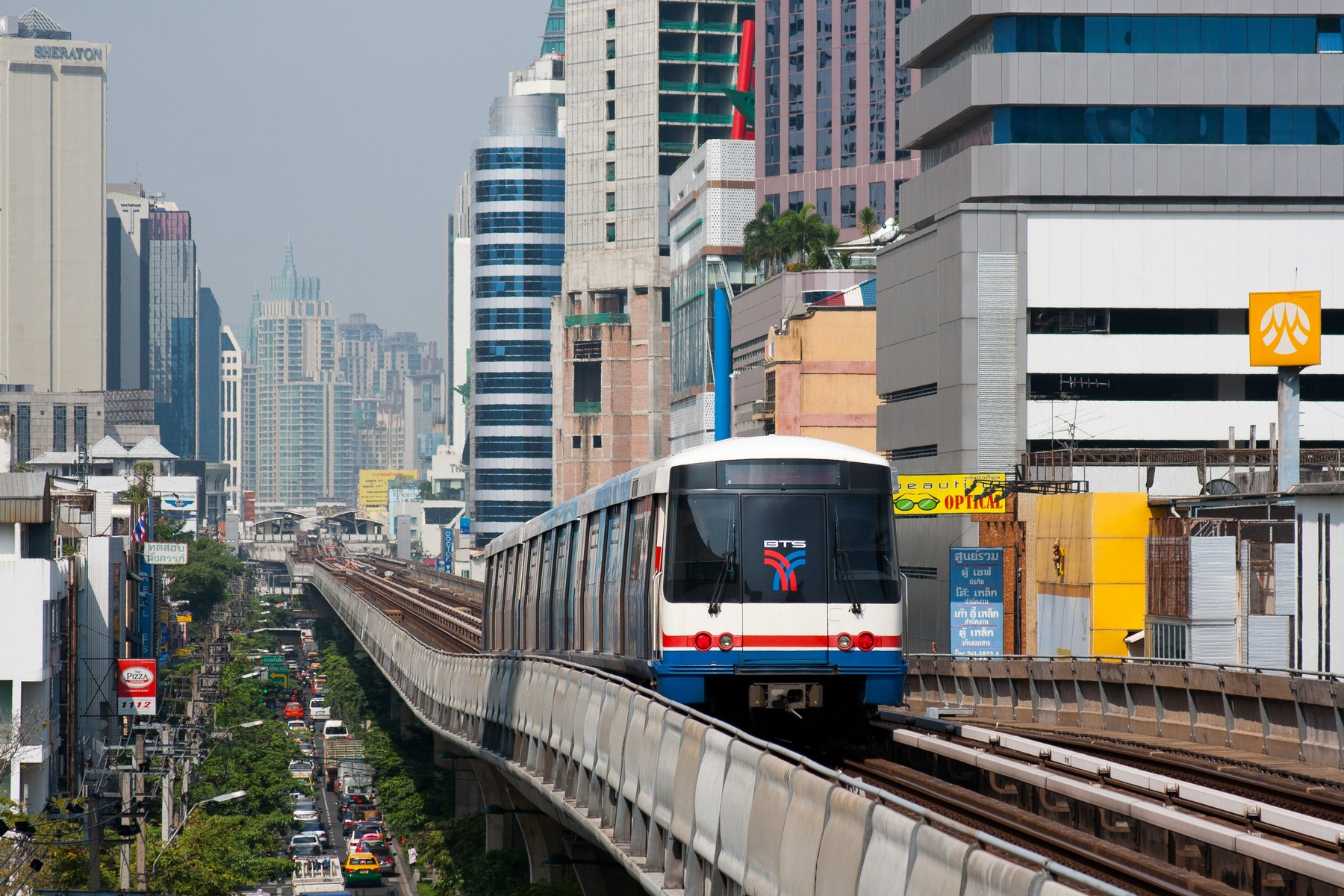
曼谷集體運輸系統素坤逸线列车

曼谷集體運輸系統简称为BTS，是曼谷市内的高架铁路系统，分为是隆線、素坤逸线與曼谷旅客捷運金線三条线路，經過市區主要商業購物娛樂區。營運時間自上午06:00至晚間12:00。車票费15－57泰銖。1999年12月5日，開通了三條約91公里的獨立路線，乘客可以在暹羅車站（Siam）進行兩線互相換乘；而在沙拉鈴車站（Sala Daeng），莫集車站（Mo Chit）及亞索車站（Asok），乘客可以換乘曼谷地下鐵路。2009年5月15日，开通了是隆线廷线（郑皇桥－大箩圈）。

#### 地鐵

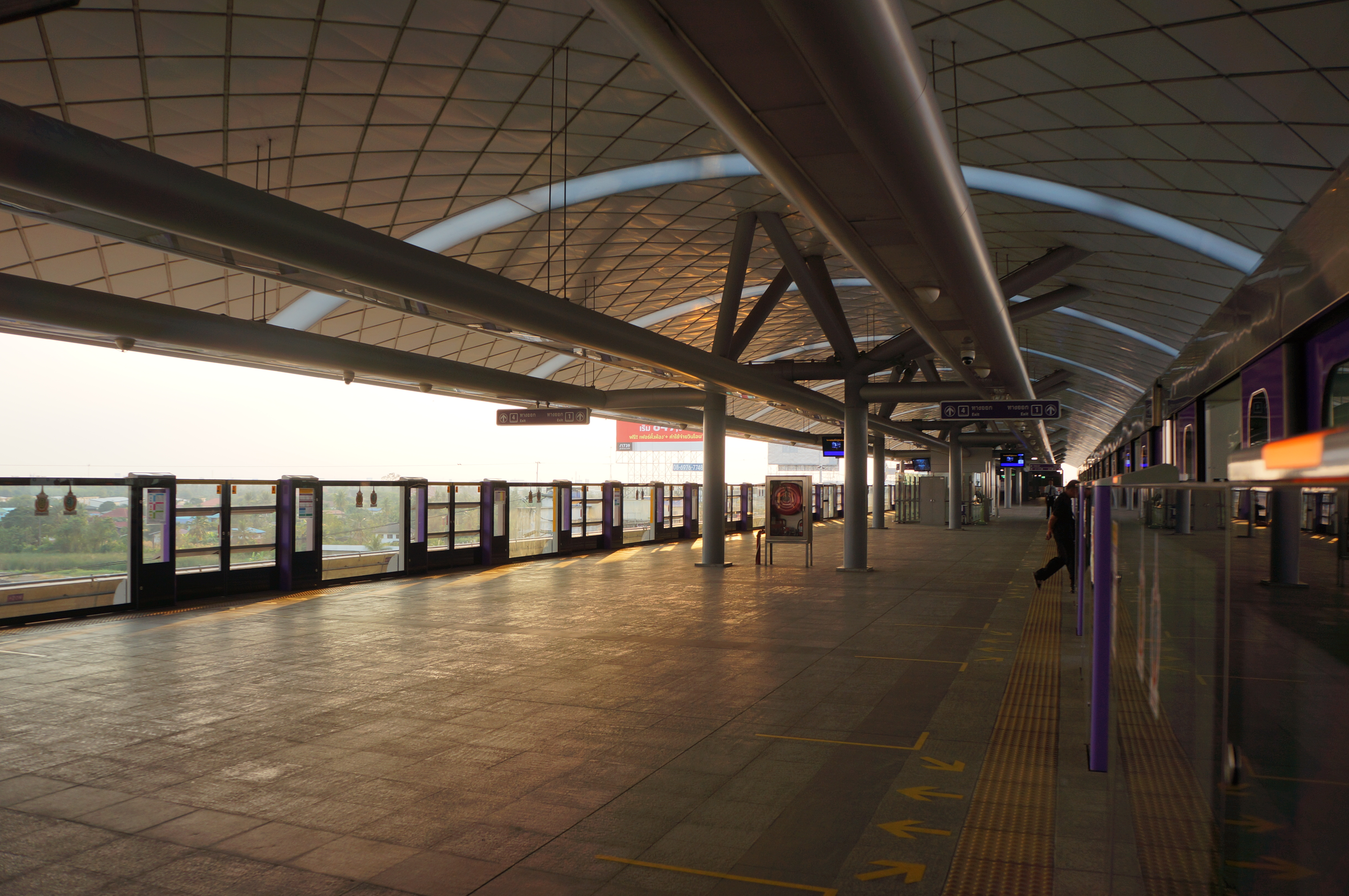
曼谷地铁紫线曼本站

曼谷地鐵簡稱為MRT，是曼谷的地下铁路系统，目前设有蓝线和紫线两条线路。曼谷的第一條地鐵（MRTA）於2004年7月啟用，從城市北端連到城市中心，共設有18個車站。1997年，由於泰國的政治及亞洲金融危機，使得原來由來自香港的合和實業財團（Hopewell）投資的高架電車計劃被整個廢棄，從曼谷華喃峰火車站一直到曼谷廊曼國際機場處處可以看見被廢棄的鋼筋混凝土支柱。
曼谷地铁紫线连接曼谷市区和西北部的暖武里府，于2016年8月6日开始正式营运，以庆祝泰国国王拉玛九世普密蓬·阿杜德登基70周年，同时以庆祝诗丽吉王后84岁寿辰。

### 客運
曼谷巴士分為公營與私營兩種，每種又區分普通巴士及冷氣巴士。私營巴士冷氣車票價約15-25銖之间，普通車票價約10銖。公營巴士普通車票價約8銖，冷氣巴士票價約在12－25銖之間。

### 機場

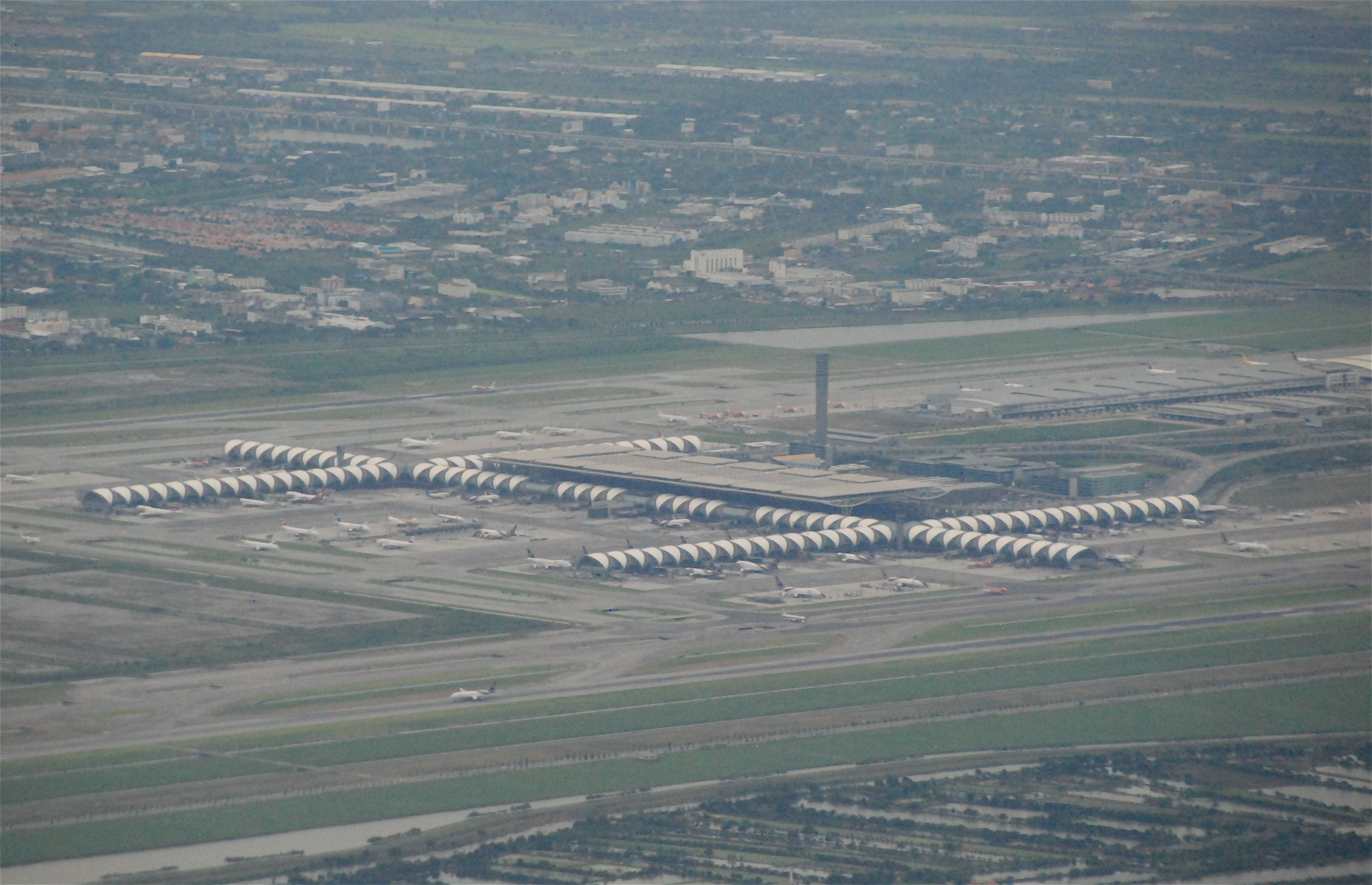
素万那普国际机场

素万那普国际机场（或称为國家機場，BKK）位於城市東偏南方，是首都與周圍主要的民用機場，是东南亚乃至亚洲重要的航空樞紐。机场從2002年開始建造，於2006年9月28日完工啟用，以取代廊曼机场的业务。
廊曼國際機場（可稱曼谷機場，DMK）曾是東南亞最繁忙的機場之一，位於城市的北方。主要为低成本航空、包机和非直飞航班起降。

### 鐵路

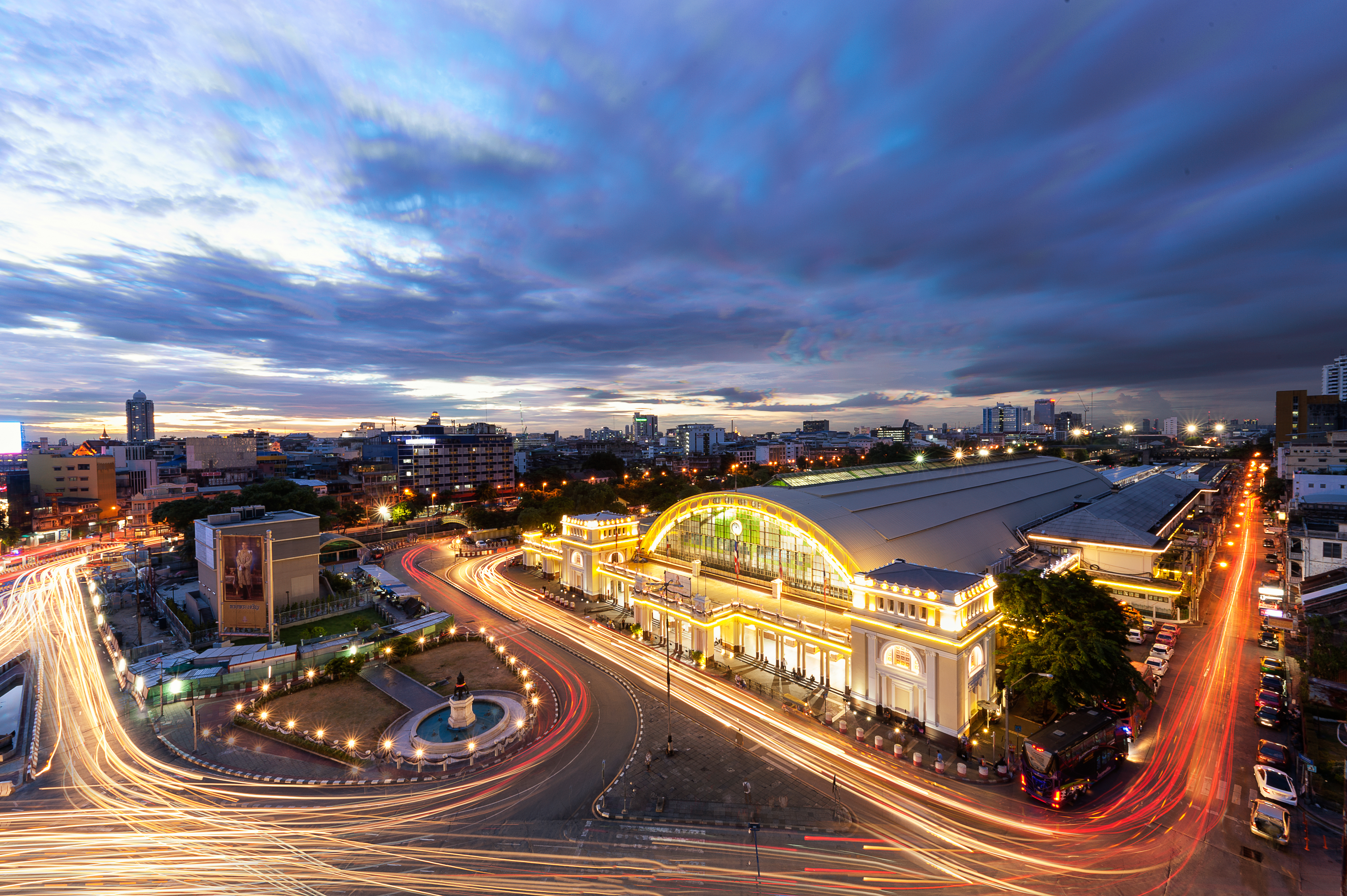
曼谷站（又称華喃峰車站）夜景

曼谷是泰国国家铁路的枢纽，北部本线、东北本线、南部本线、东部本线在此交汇。曼谷主要的火車站是曼谷站和挽赐站，由此可乘車至國內各府、馬來西亞、老撾、柬埔寨。
目前曼谷正在建设曼谷近郊铁路系统，线路主要为高架铁路，沿既有线路布置，主要有暗红线、浅红线等线路。

### 長途汽車
曼谷有以下三個長途汽車站：

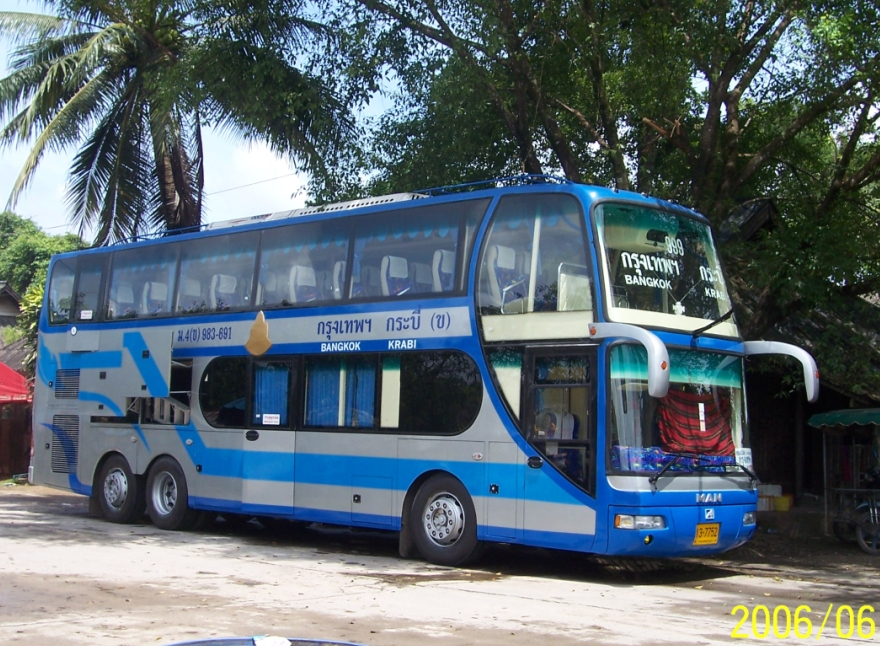
曼谷至泰南長途汽車

- 曼谷東站（Ekkamai），靠近BTS亿甲迈车站，由此可乘車至東部各府，如芭堤雅。
- 曼谷北站（Mo Chit），靠近BTS莫集車站，由此可乘車至北部與東北部各府。
- 曼谷南站（Bangkok Southern Bus Terminal），舊站位於曼谷蓮區（Bangkok Noi），新站位於棠林詹區（Taling Chan）正在建設中[72]，由此可乘車至南部各府，如普吉府、素叻府。

旺季時一般每半小時有一班長途汽車前往各旅游勝地。
新機場的二號場站外亦有汽車前往芭堤雅、孔敬府、呵叻府、廊開府等地，省卻那些不想參觀曼谷的遊客極多時間。

### 其他
計程車（Taxi）

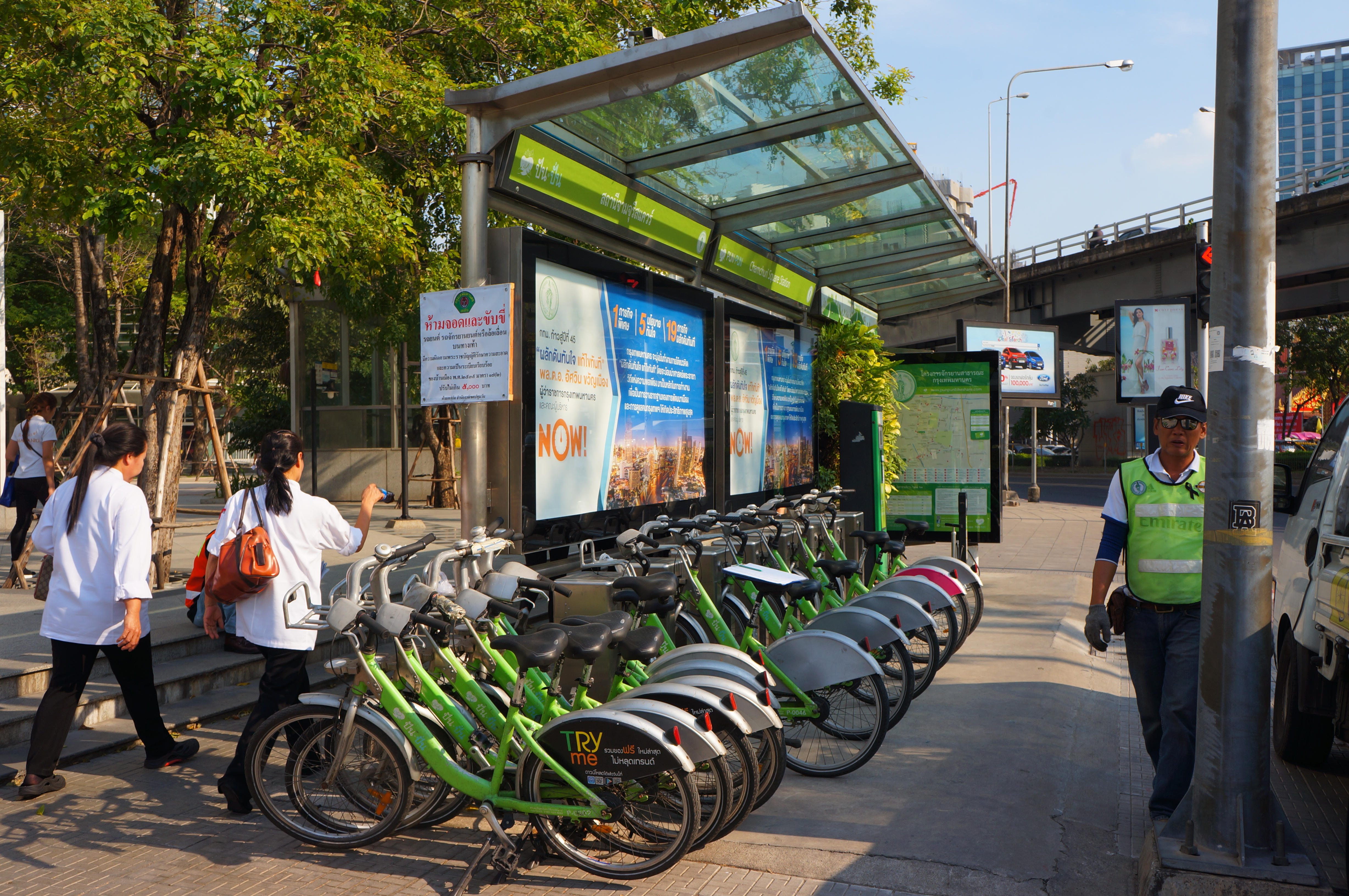
曼谷公共自行车的一个借还点

曼谷計程車有“Taxi”與“Taxi Meter”兩種。前者以叫價為主，後者以跳表為主，35元起跳。
公共自行車
運河系統
運河給予這個城市東方威尼斯的稱號，在湄南河沿岸有許多碼頭，每趟船票费5－15泰銖左右。有一段時間所有的交通運輸都是經由船隻來完成的。今天大部份河道都被填平以興建街道。曼谷市區亦建造了數條高架公路，以解決曼谷嚴重的交通阻塞問題，但其目的卻鮮有達到。
嘟嘟車（Tuk Tuk）
嘟嘟車是遊市區的最佳交通工具，但在搭乘之前一定要先與司機談好車資，看地點遠近約30－250泰銖之間。
摩托計程車（Motorcycle Taxi）
摩托車載客是因應曼谷塞車問題而產生的行業，摩托車司機穿著鮮艷的背心，穿梭在市區車陣中，每趟車费和嘟嘟車相近。

## 國際關係
曼谷位於東南亞大陸的中心地帶，是亞洲的交通樞紐之一，因此也是許多國際和區域組織的所在地。目前曼谷是多個國際組織和區域城市政府網絡的成員，包括亞洲主要都市網21、日本主導的亞太城市峰會、C40城市氣候領導小組、亞太經社會贊助的地方當局區域網絡亞太地區人類住區管理 (CITYNET)、日本地方自治體國際關係委員會(CLAIR) 、地方政府永續發展理事會等。
此外，曼谷也是聯合國亞洲及太平洋經濟社會委員會 (ESCAP) 秘書處以及联合国粮食及农业组织 (FAO)、國際民航組織亞太辦事處的所在地(ICAO)、國際勞工組織（ILO)、國際移民組織 (IOM)、國際電信聯盟 (ITU)、联合国难民署 ( UNHCR ) 和聯合國兒童基金會 (UNICEF）也設有辦公處於曼谷。

### 友好城市
曼谷已與下列城市締結了姐妹城市或友好協議：
- 美国华盛顿特区（1962年）
- 中华人民共和国北京（1993年）
- 中华人民共和国潮州（2005年）[73]
- 中华人民共和国广州（2009年）
- 俄羅斯莫斯科（1997年）
- 俄羅斯圣彼得堡（1997年）
- 菲律賓马尼拉（1997年）
- 首尔（2006年）
- 土耳其安卡拉（2006年）
- 越南河内（2006年）
- 布里斯本（2007年）
- 義大利米兰（2007年）
- 英国利物浦（2007年）
- 日本福冈（2007年）
- 匈牙利布达佩斯（2007年）
- 悉尼（2007年）
- 珀斯（2007年）
- 中华人民共和国上海（2014年）
- 中华人民共和国武汉（2018年）

## 图片

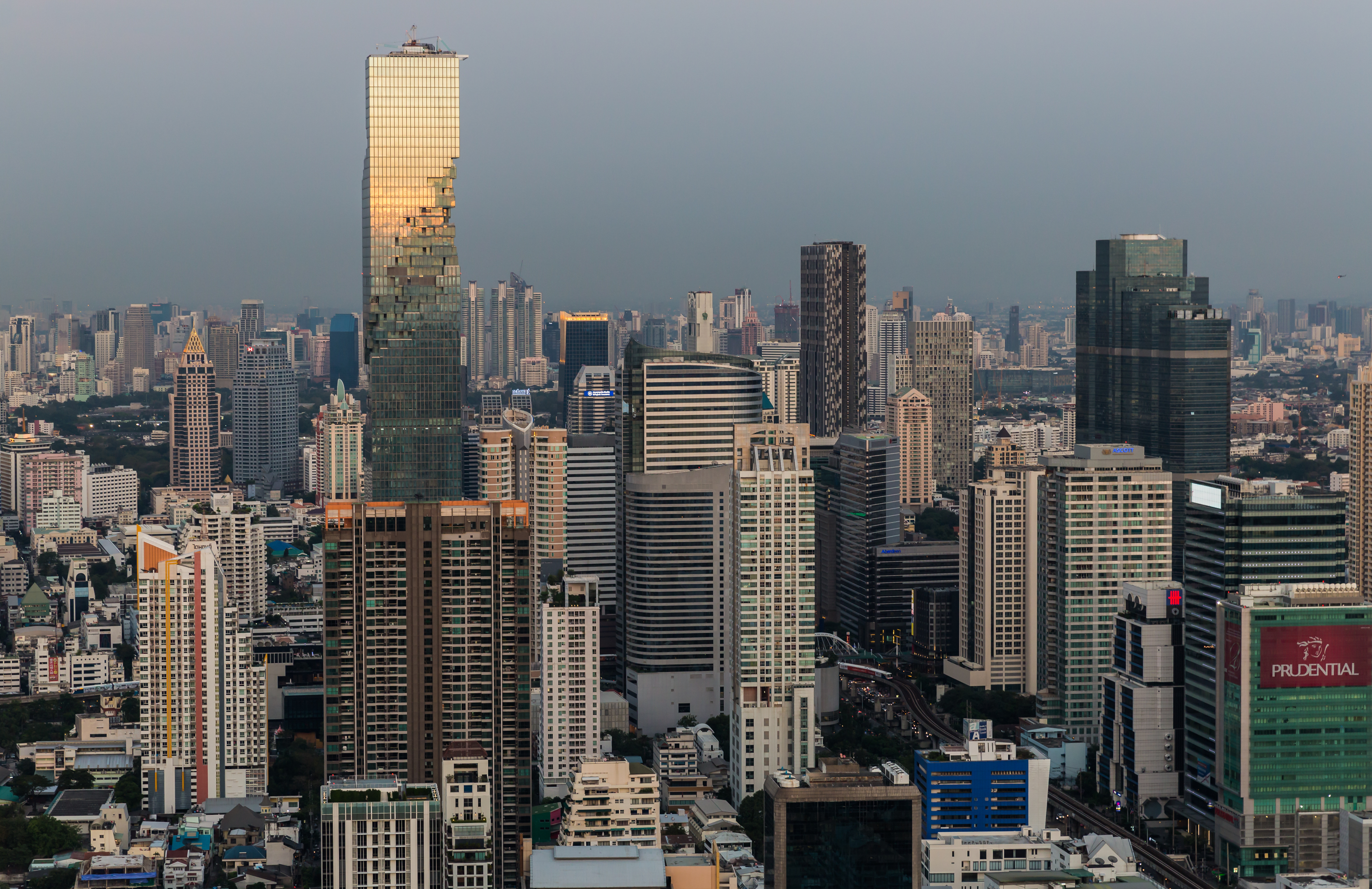
曼谷挽叻县和大京都大厦
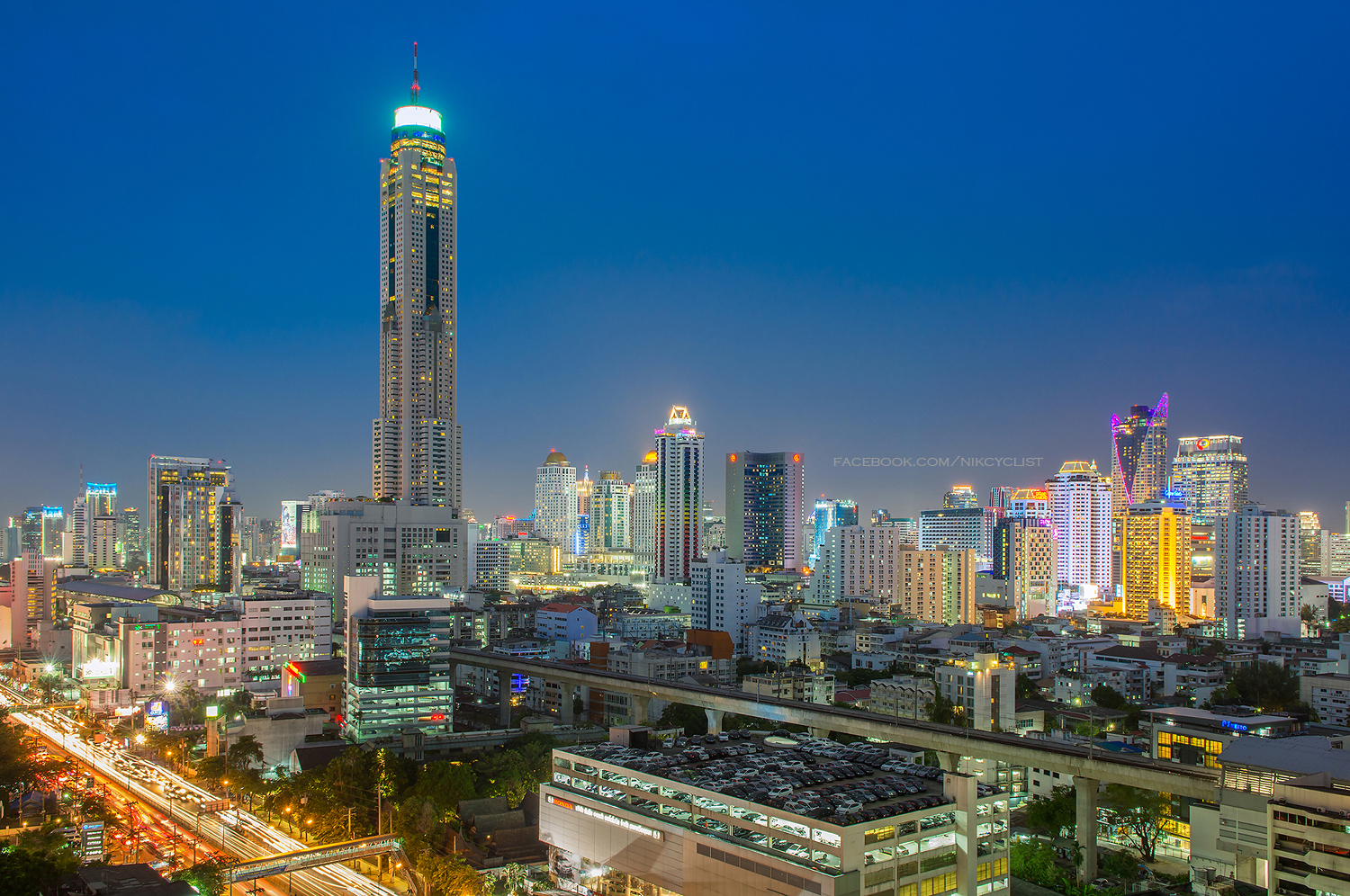
彩虹中心第二期
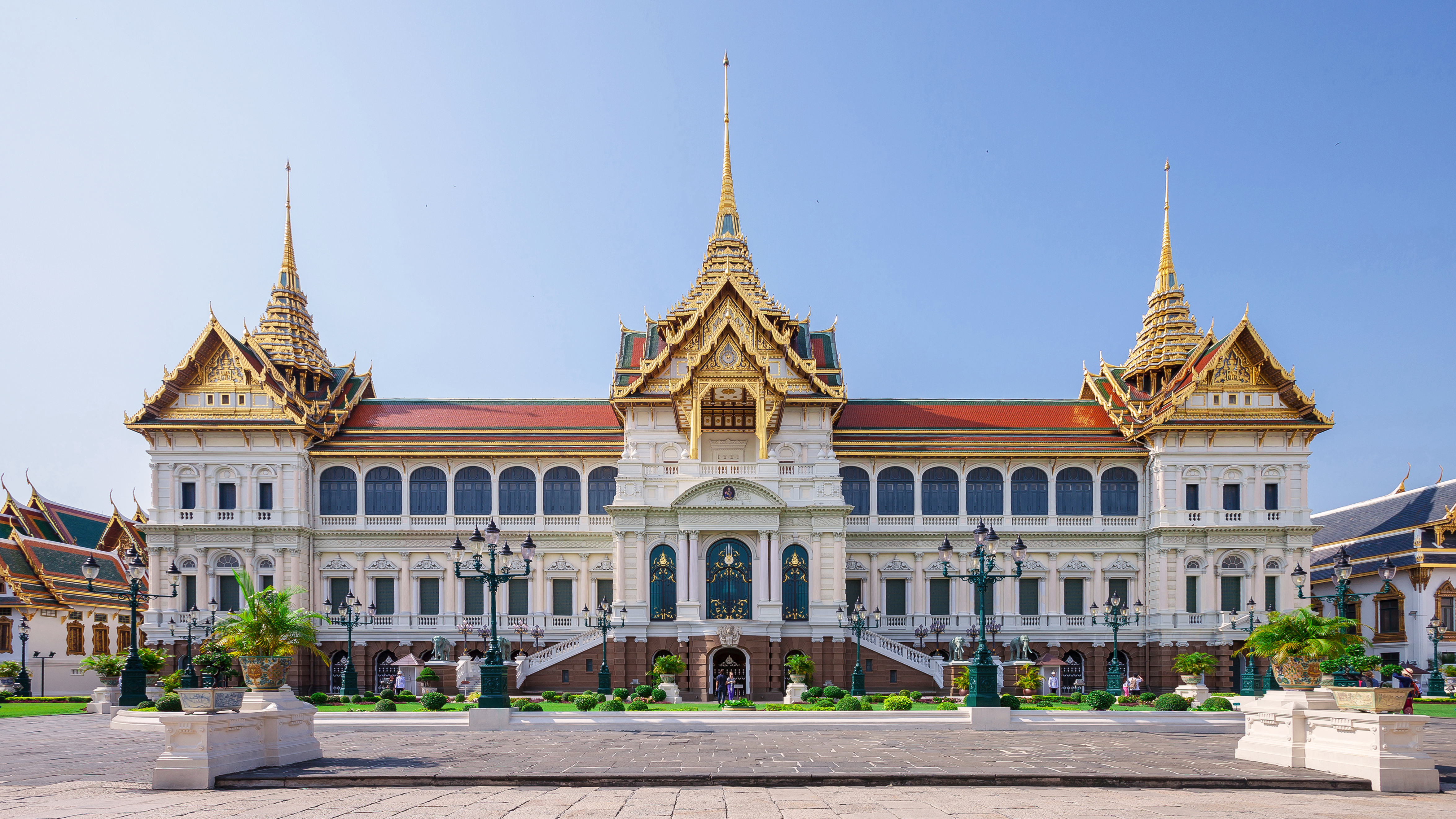
曼谷大皇宫
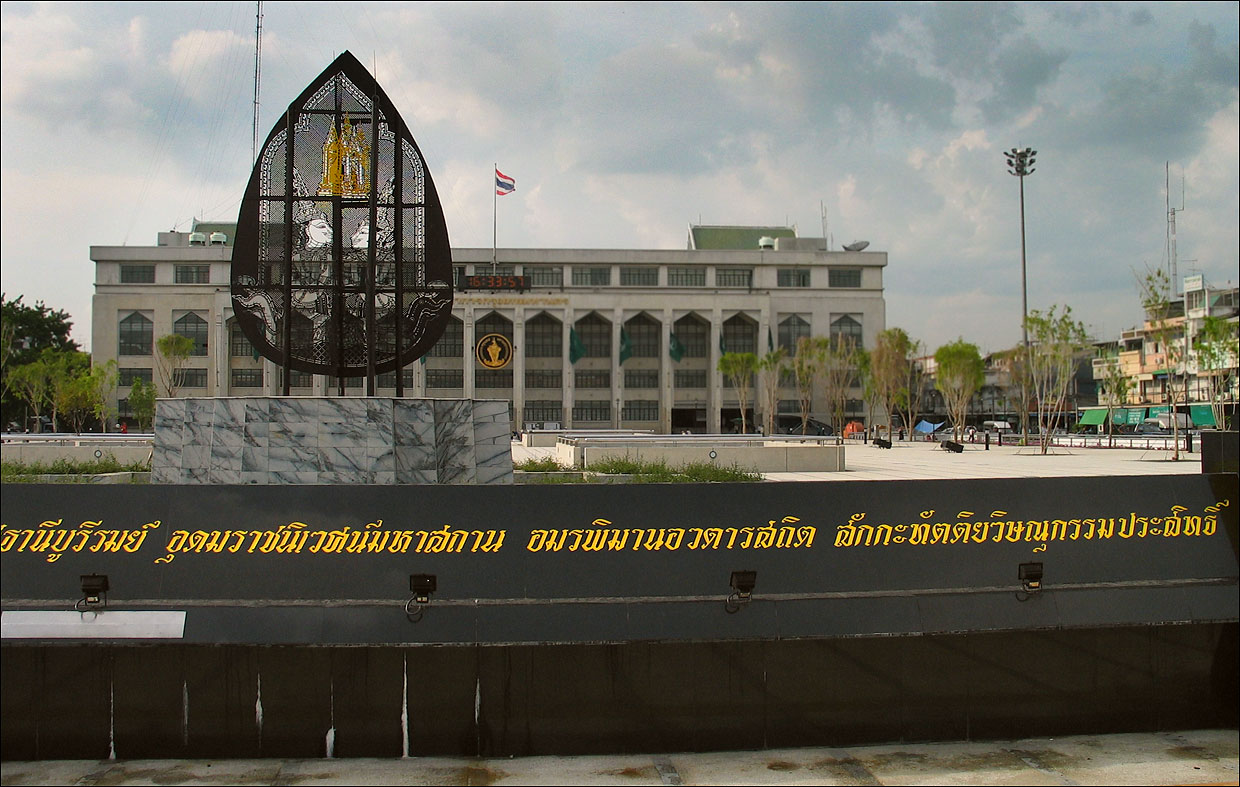
政府建筑
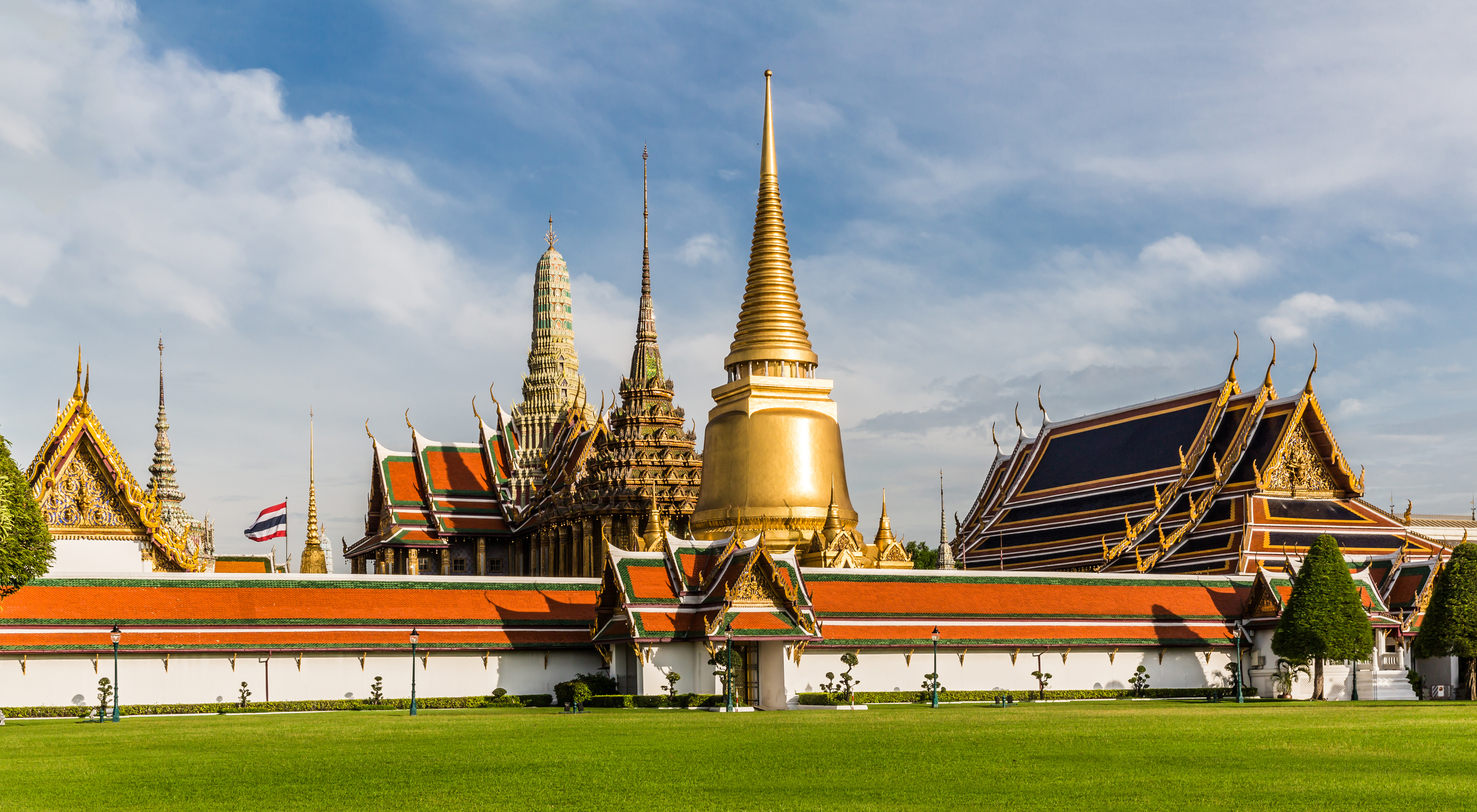
玉佛寺
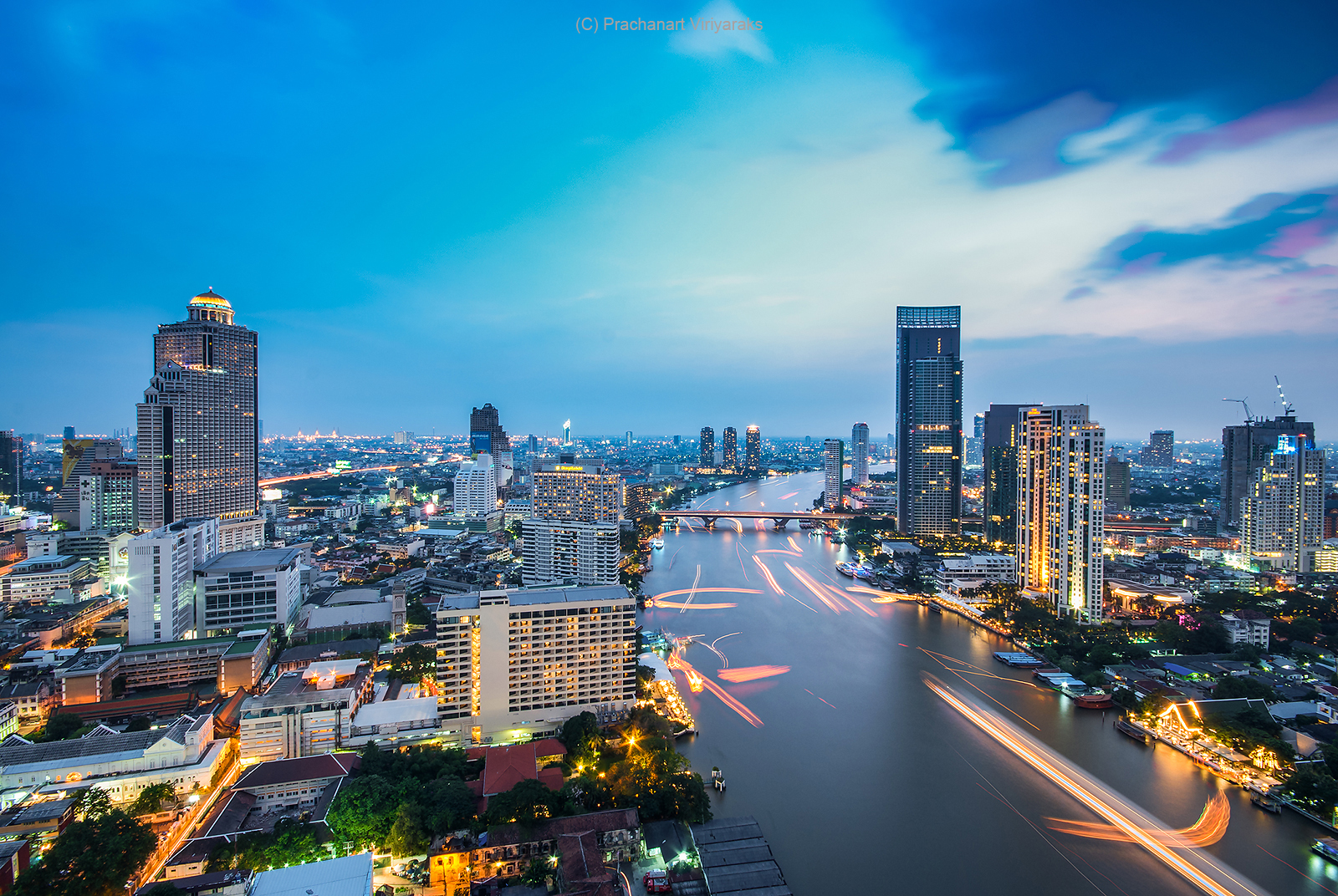
湄南河和挽叻县
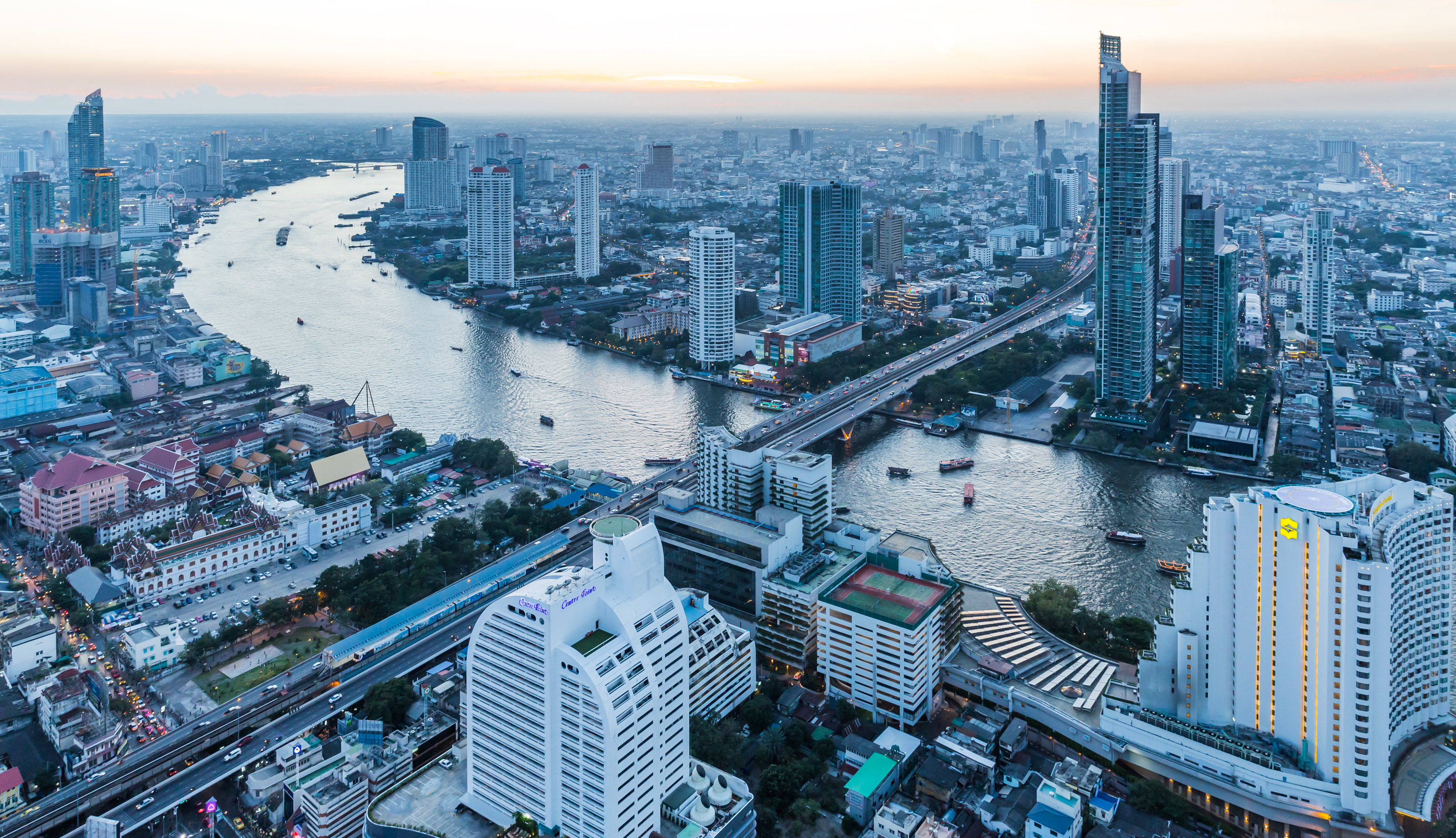
湄南河和四季河岸公寓
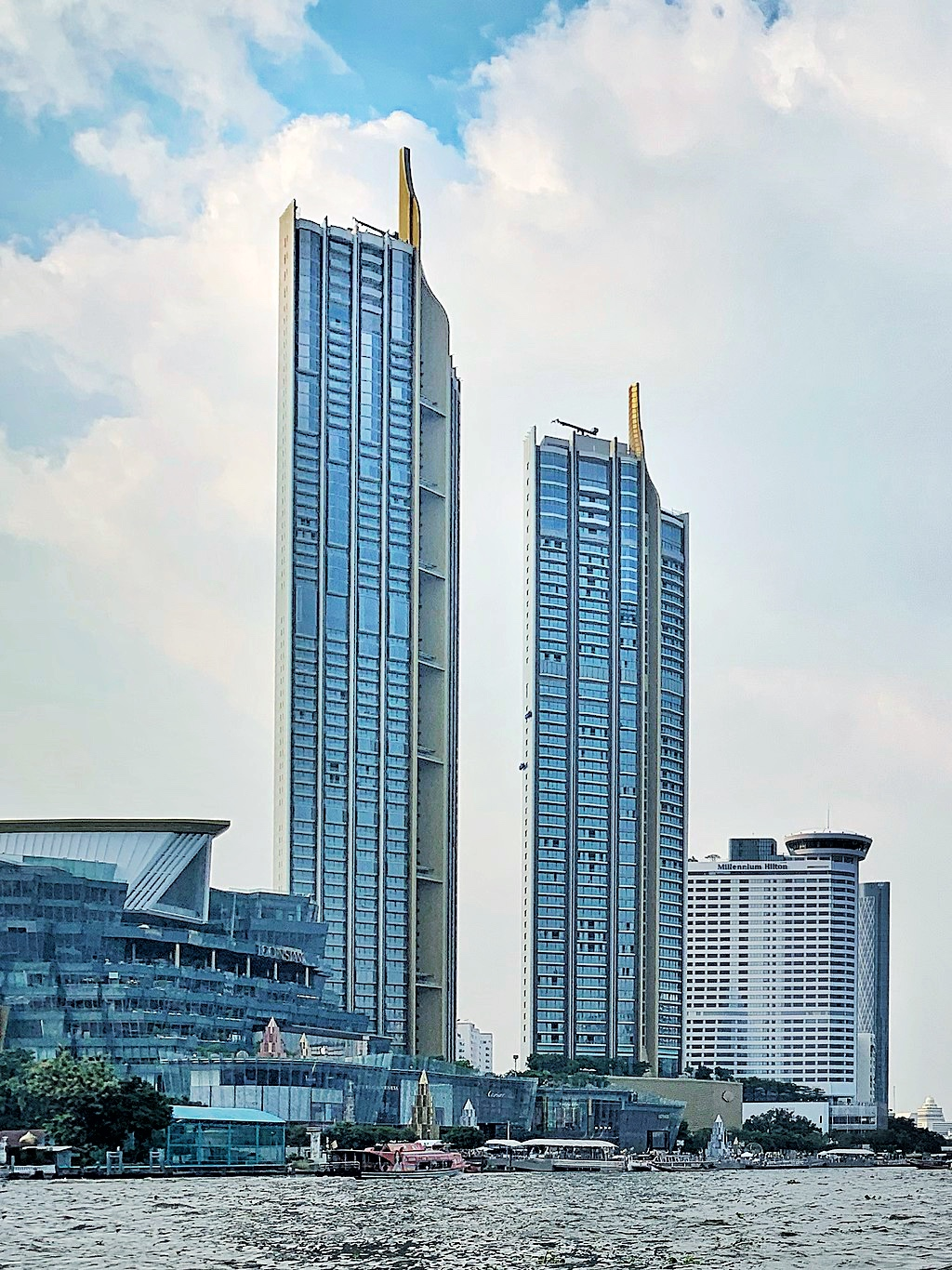
暹罗天地的双塔
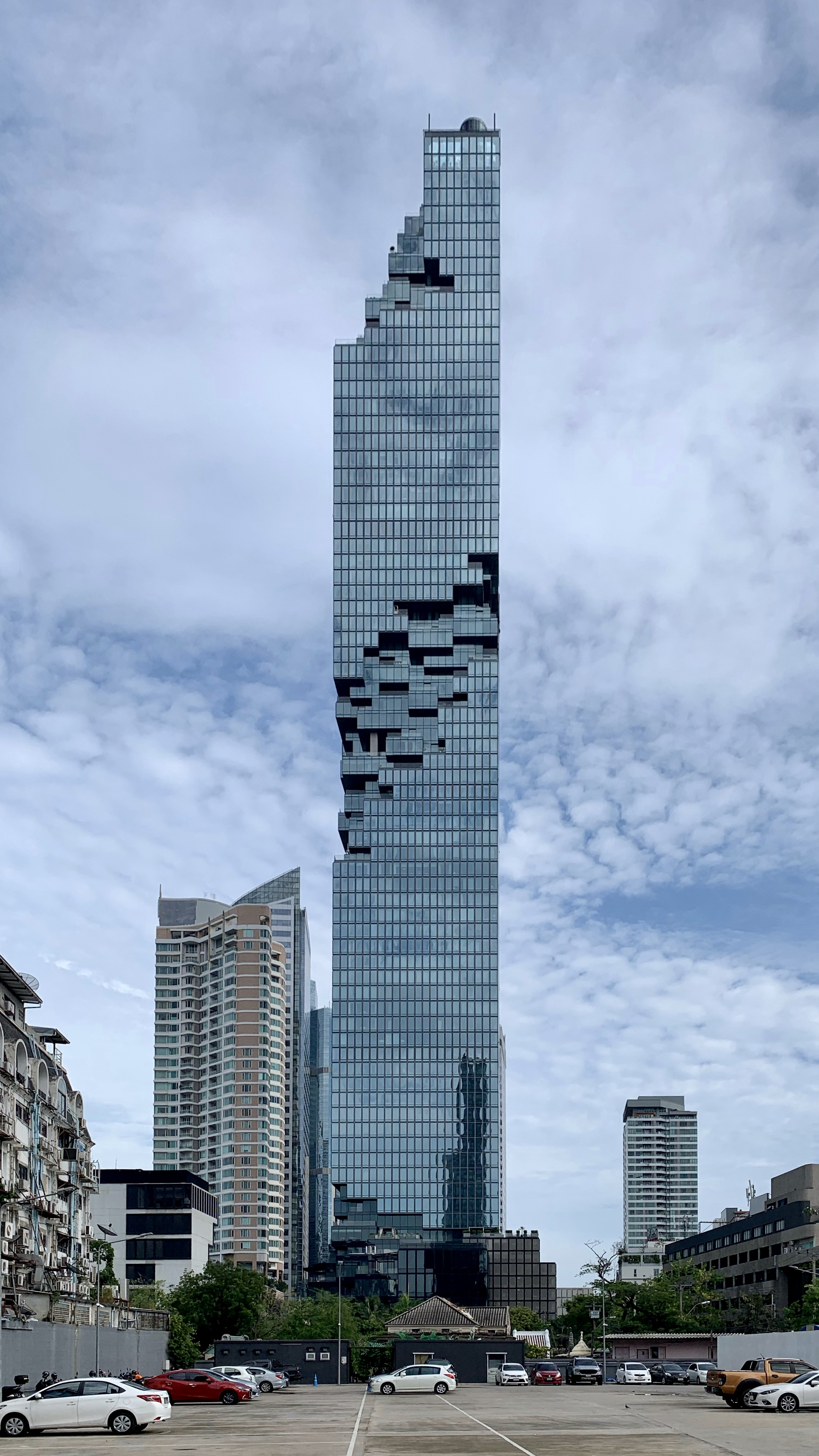
曼谷大京都大厦
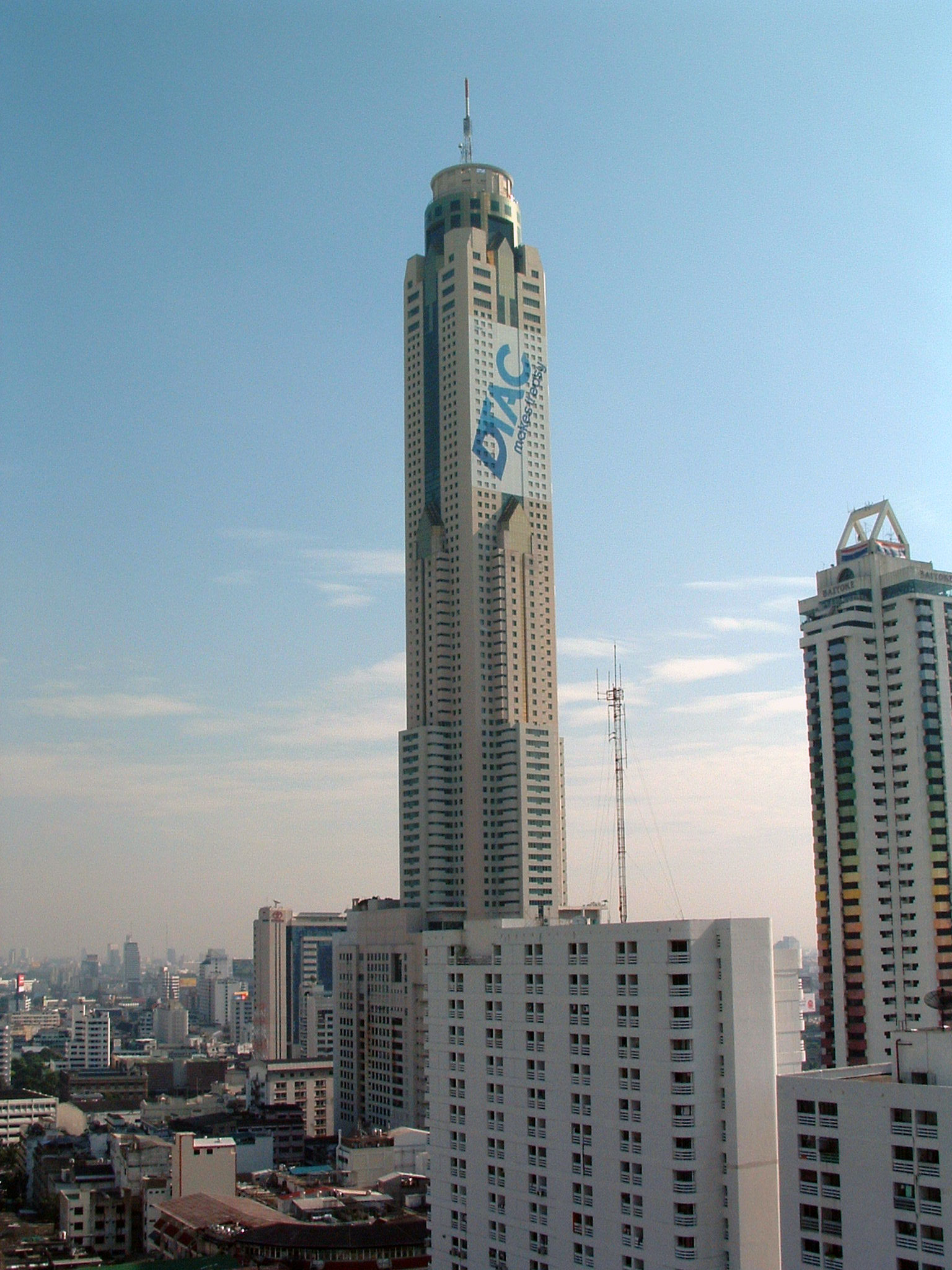
彩虹中心第二期
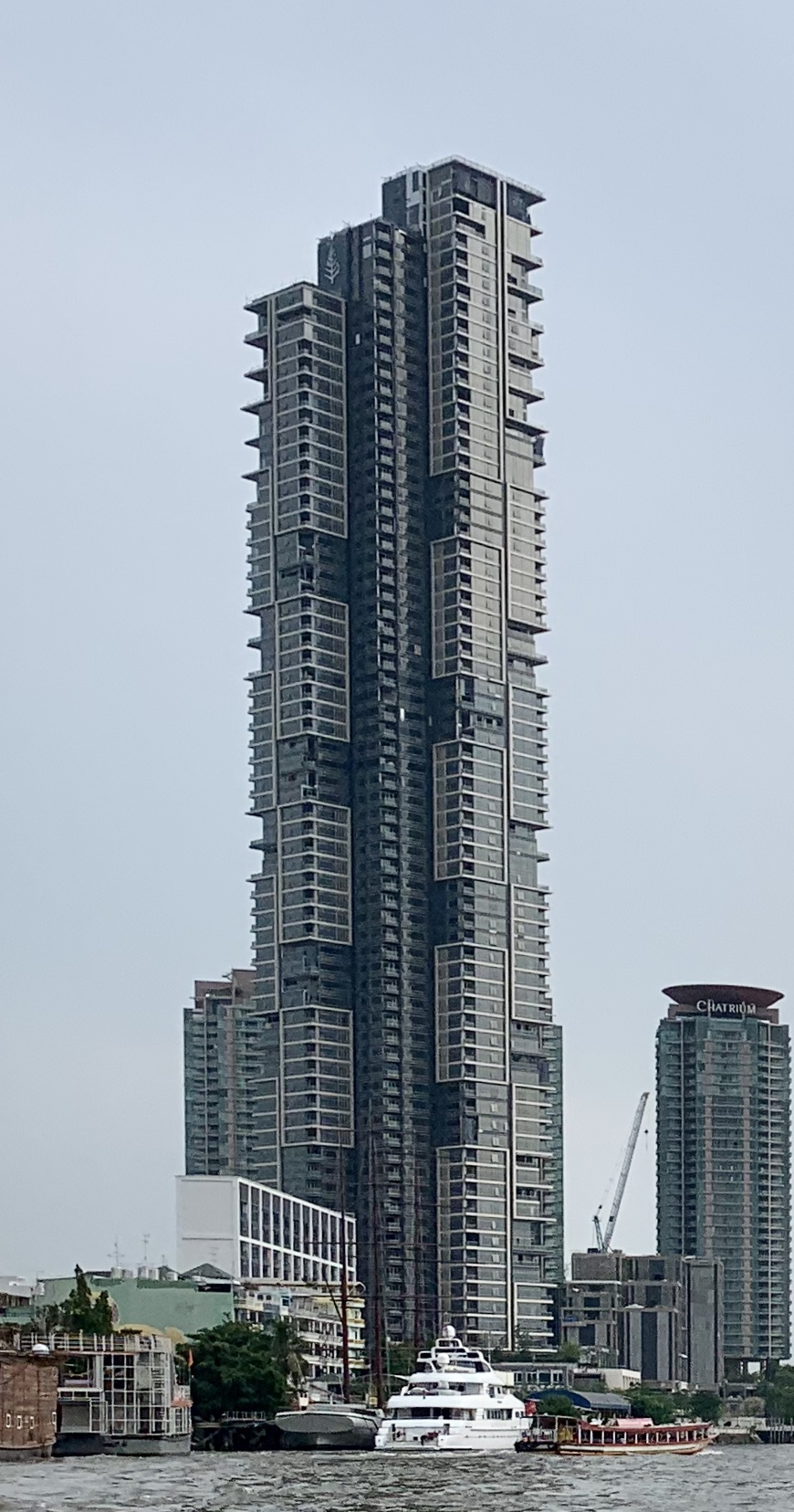
曼谷四季水岸香榭
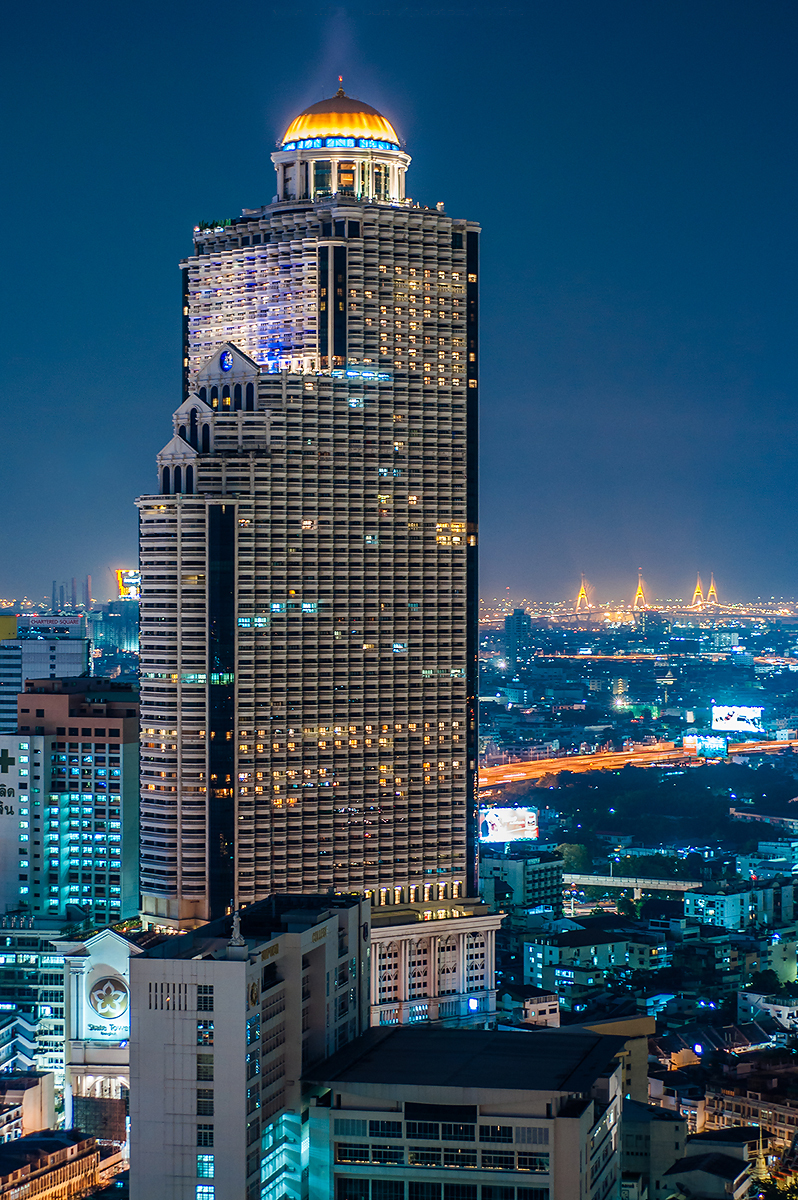
曼谷莲花大酒店

## 備註
1. ↑  皇家拉丁音譯：Krung Thep Maha Nakhon  Amon Rattanakosin Mahintharayutthaya Mahadilokphop Noppharatratchathaniburirom Udomratchaniwetmahasathan Amonphimanawatansathit Sakkathattiyawitsanukamprasit；這個城市全名融合了兩個古老的印度語言：巴利語和梵語。若使用這些語言的發音，其羅馬拼音為Krung-dēvamahānagara amararatnakosindra mahindrāyudhyā mahātilakabhava navaratanarājadhānī pūrīramya uttamarājanivēśana mahāsthāna amaravimāna avatārasthitya śakrasdattiya viṣṇukarmaprasiddhi聆聽ⓘ

### 书目
- Baker, Chris; Phongpaichit, Pasuk. . Cambridge University Press. 2005. ISBN 978-0-521-01647-6.
- Hamilton, Annette. . Bridge, Gary; Vatson, Sophie  (编). . Blackwell Publishing. 2000: 460–471. ISBN 978-0-631-23578-1.
- Naudin, Thierry (编).  (PDF). United Nations Human Settlements Programme. 2010  [2012-09-25]. ISBN 978-92-1-132274-3. （原始内容 (PDF)存档于2013-01-19）.
- Office of the National Economic and Social Development Board (NESDB). . Office of the National Economic and Social Development Board. August 2012  [2012-09-25]. （原始内容 (ZIP/PDF)存档于2013-02-04）.
- Thavisin, Nathanon; Semson, Pongsak; Padhanarath, Kriengpol (编). . Bangkok: International Affairs Division, Bangkok Metropolitan Administration. 2006. ISBN 978-974-9565-72-8. （原始内容存档于2013-10-02）.
- Traffic and Transportation Department.  (PDF). Traffic and Transportation Department, Bangkok Metropolitan Administration. 2011  [2018-09-19]. （原始内容 (PDF)存档于2018-09-19）.